# Rheinpark (Köln)

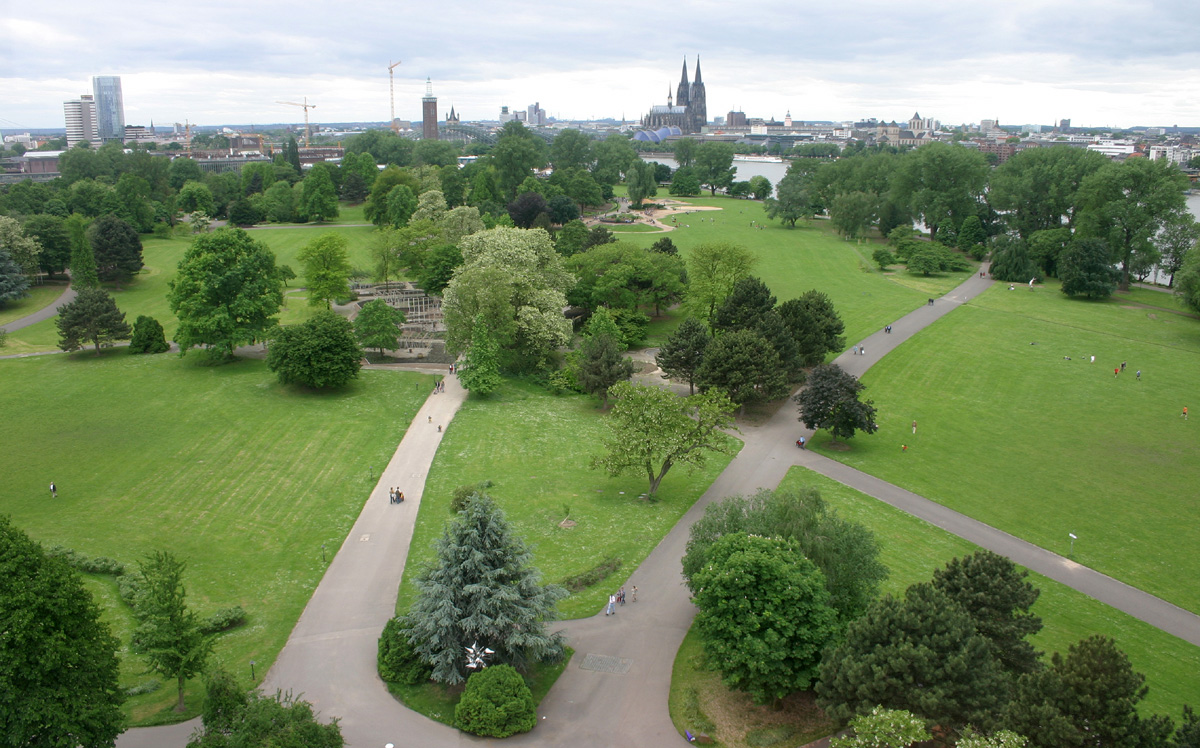
Rheinpark von der Kölner Seilbahn aus gesehen

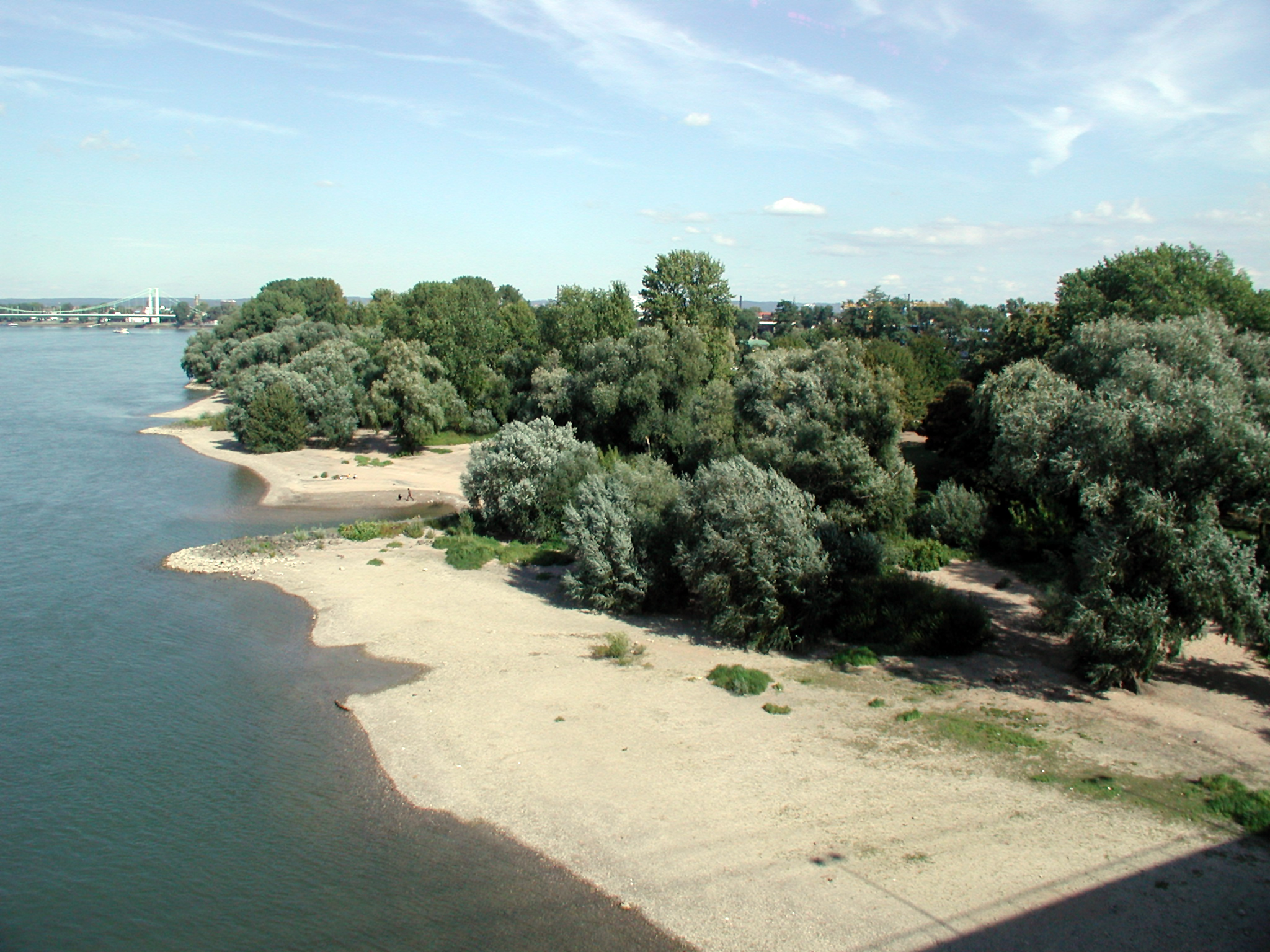
Rheinpark/Jugendpark, Blick von der Zoobrücke

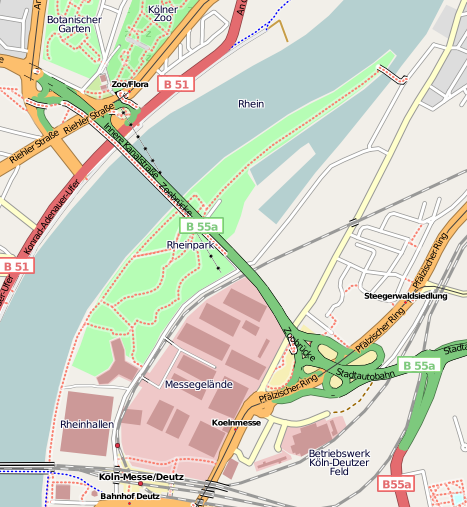
Der Kölner Rheinpark

Der Rheinpark ist ein am Rhein zwischen den Stadtteilen Deutz und Mülheim gelegener rechtsrheinischer Naherholungsbereich in Köln. Der Park mit seiner wechselvollen Geschichte steht seit dem Jahr 1989 unter Denkmalschutz.

## Geschichte

### Der Park in preußischer Zeit
Die Schleifung des inneren Festungsrings ließ die militärisch nutzlos gewordenen Flächen dieser Anlagen zum Brachland werden. Im Bereich Deutz begann man 1907 damit, solche Flächen in städtisches „Grün“ umzuwandeln. Grundlage war ein Vertrag der Stadt Köln mit dem Reichsmilitärfiskus vom 14. Dezember 1907, der den Erwerb von Festungsanlagen zum Inhalt hatte. Das Gelände um die Bastion am Helenenwall, das Gelände einer Lünette am Jüdischen Friedhof und das im späteren Rheinpark gelegene Umland des Fort XII (später Fort XV genannt) in der Deutzer Rheinaue ergaben einen breiten Geländestreifen zwischen dem Mülheimer Hafen und der Hohenzollernbrücke mit einem freien Blick auf die Kölner Altstadt. Dieser wurde zu einem Landschaftspark umgewandelt, der heute ein Teil des Kölner Grüngürtels ist.

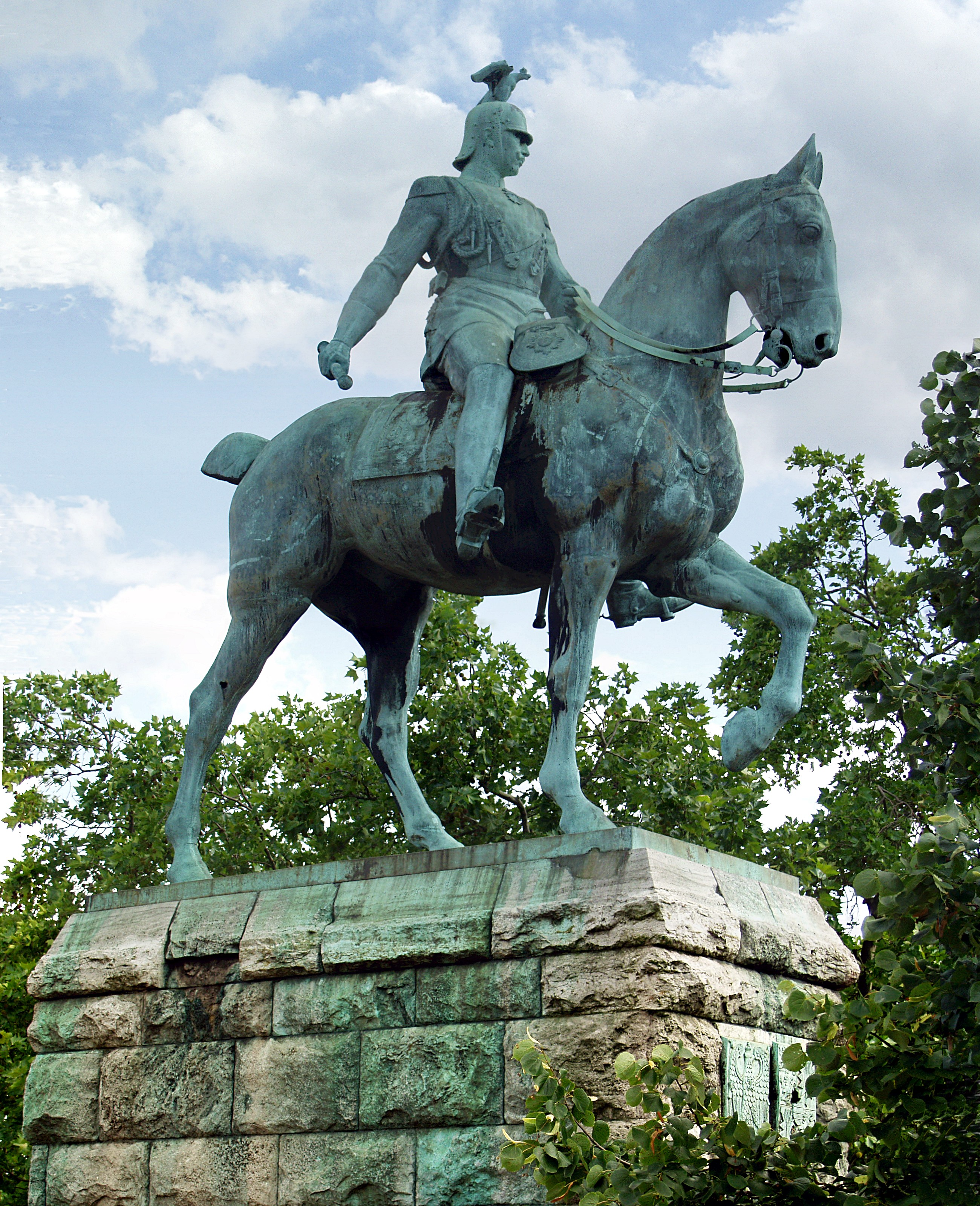
Wilhelm II.

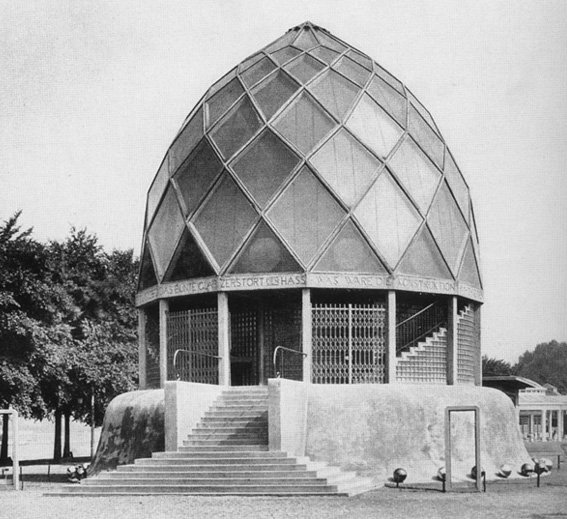
Der Glashaus-Pavillon von Bruno Taut auf der Kölner Werkbundausstellung 1914

Zum Anlass des fünfundzwanzigjährigen Jubiläums der Inthronisation des Kaisers Wilhelm entstand so bis 1913 unter dem Oberbürgermeister Max Wallraf (Mitglied der 1. Kammer (Herrenhaus)) ein erster nach einem Entwurf des Kölner Gartendirektors Fritz Encke angelegter Park. Dieser sollte zu Ehren des deutschen Herrschers „Kaiser Wilhelm Park“ genannt werden, doch wurde seine Benennung durch Ausbruch des Ersten Weltkriegs verhindert.

### Werkbundausstellung und Kriegsfolgen
Anlässlich der Kölner Werkbundausstellung im Jahre 1914 bot der Park eine Reihe von Attraktionen namhafter Architekten und Künstler. So das „Glashaus“ von Bruno Taut, oder eine „Fabrik“ von Walter Gropius sowie ein Theater von Henry van de Velde. Anders als diese nur für die Zeit der Ausstellung errichteten Sehenswürdigkeiten war das von Wilhelm Kreis im klassizistischen Stil auf dem Gelände des niedergelegten Festungs-Kernwerkes gestaltete Teehaus auf Dauer angelegt worden. Das 1957 abgerissene Gebäude war von dem erhaltenen und von Encke zu einem Staudengarten gestalteten Wallgraben sowie vom alten Baumbestand der ehemaligen Festungsanlage umgeben.
Mit dem Ausbruch des Ersten Weltkrieges im August 1914 wurde die Ausstellung vorzeitig beendet. Der Kriegsausgang beendete vorerst die Weiterentwicklung des Parkgeländes, welches mit seinen Ausstellungsbauten bald nach Kriegsausbruch vom Militär beschlagnahmt worden war. Einige der Gebäude verfielen und wurden abgebrochen. In der Nachkriegszeit wurde das Gelände mit den verbliebenen Baulichkeiten von englischen Besatzungstruppen in Beschlag genommen, bis sie, nachdem ein Hochwasser im Jahr 1920 vieles endgültig zerstört hatte, dort abzogen. Übrig geblieben waren wenige Häuser, darunter 13 Gebäude des so genannten „niederrheinischen Dorfes“ aus der Werkbundausstellung (die Gebäude dienten in späteren Jahren der Gartenverwaltung zur Erstellung und Aufbewahrung der gefertigten Modelllandschaften der Planungsabteilung unter Nußbaum) und das in der Folge „Parkhaus“ genannte, von alten Pappeln gesäumte Teehaus. Von 1920 bis zu seiner Pensionierung im Jahr 1926 baute Encke den nun erstmals „Rheinpark“ genannten Volkspark wieder auf.

### Weiterentwicklung
Dem Gelände der Werkbundausstellung hatte sich nördlich der Hohenzollernbrücke ein Vergnügungspark mit einem dahinter anschließenden Sportstadion angeschlossen, auf dem die Truppen der Engländer Unterkünfte und Stallungen errichtet hatten. Nach deren Abzug wurden dort in den Jahren 1922 bis 1924 auf Bestreben des Oberbürgermeisters Konrad Adenauer die ersten Gebäude der Kölner Messe errichtet.

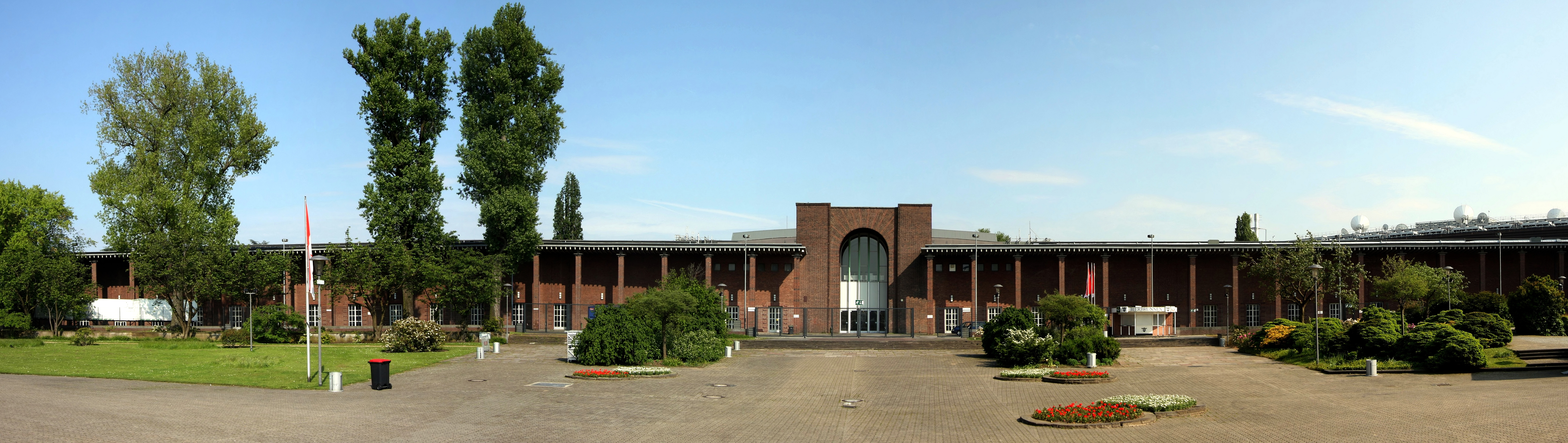
Staatenhaus Westseite
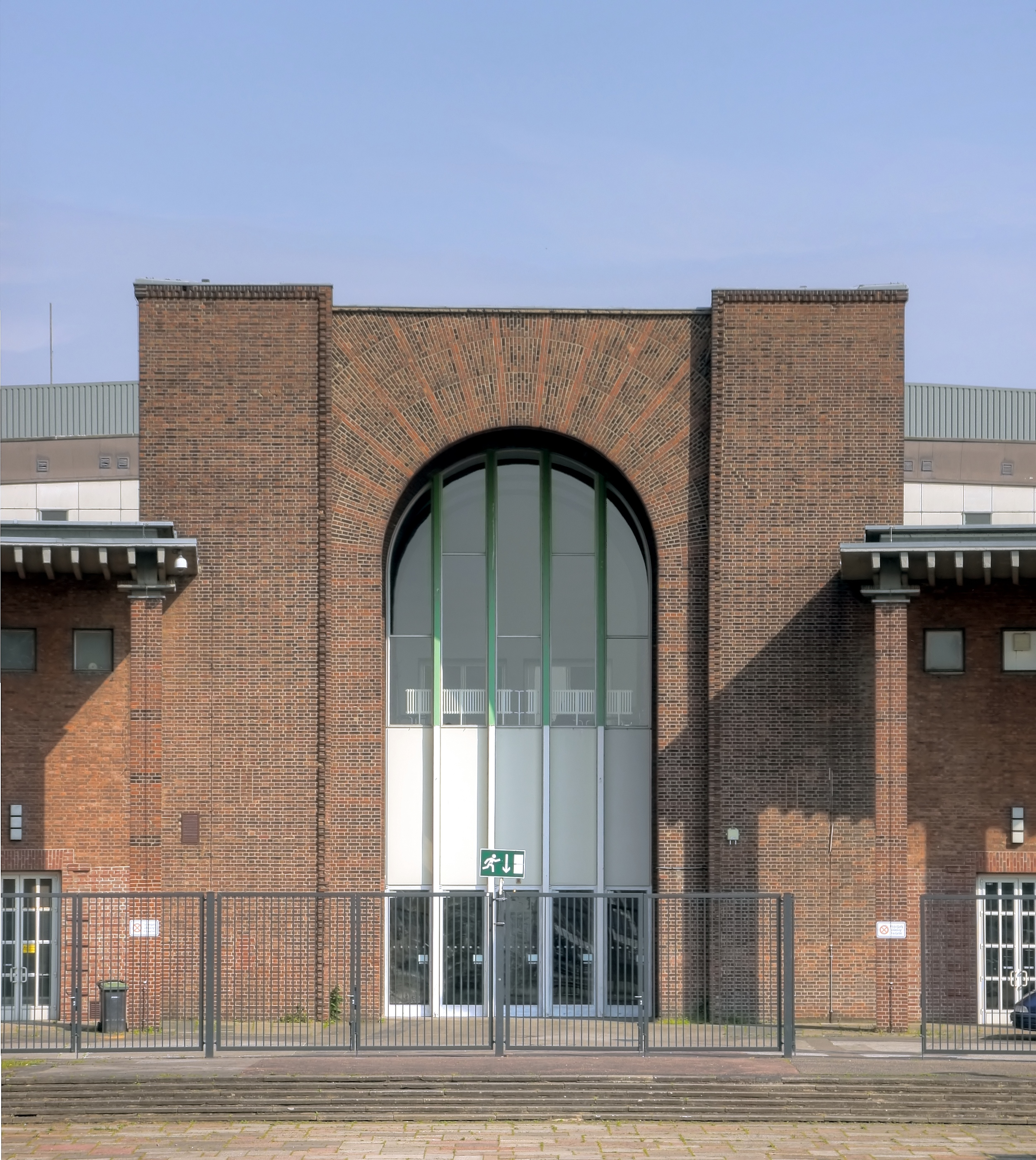
Hauptportal
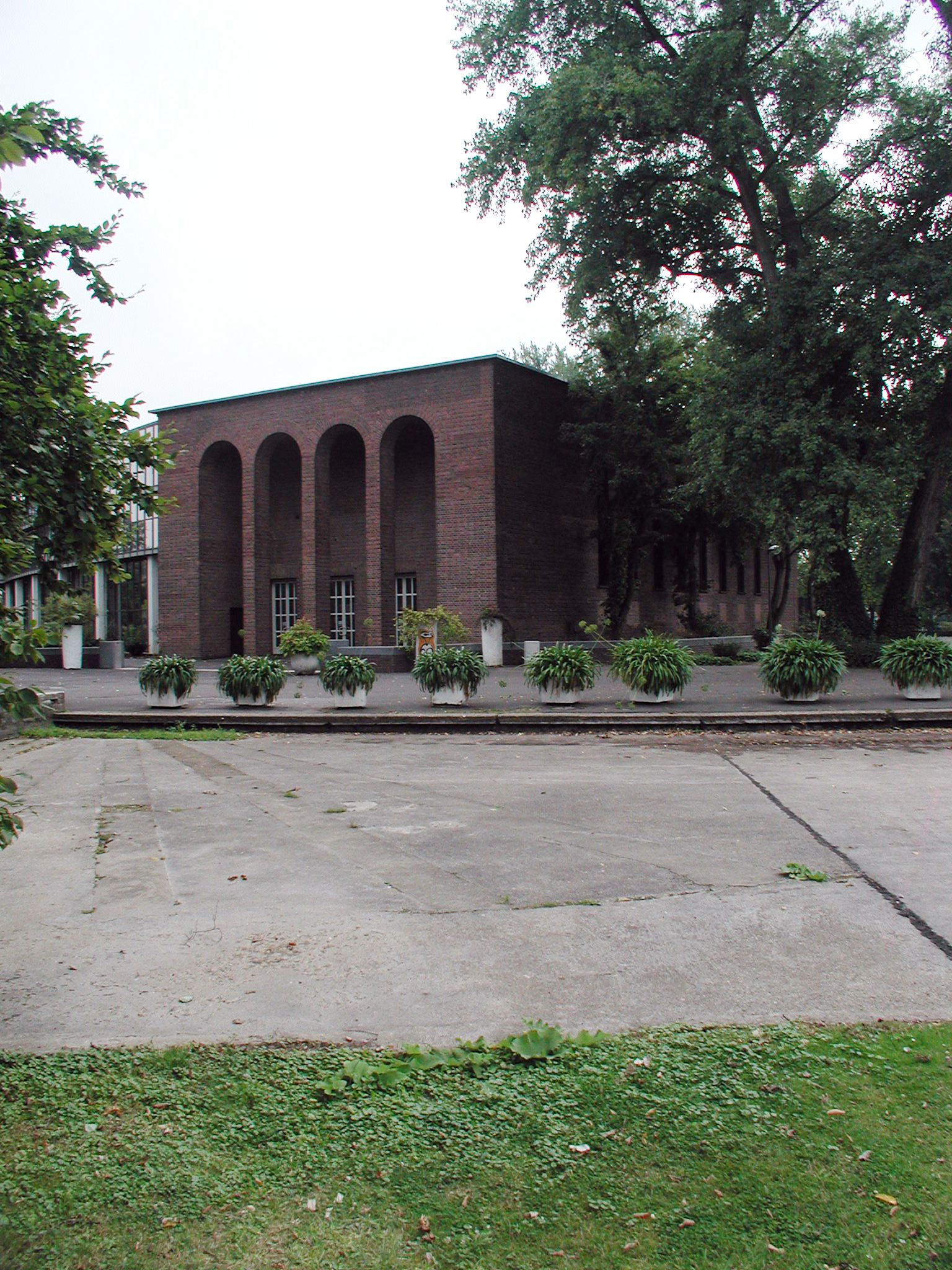
Staatenhaus Nord-Ostseite
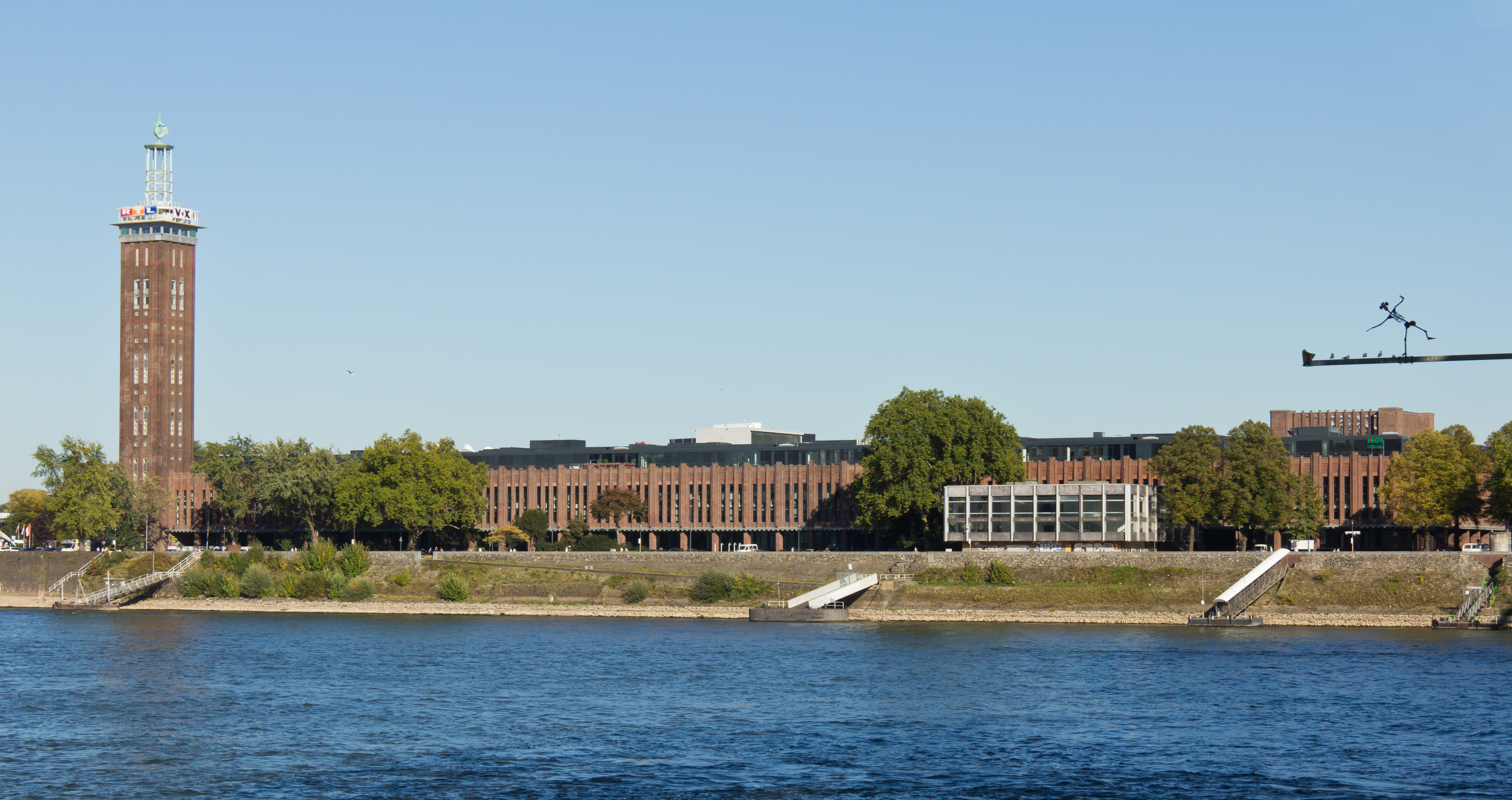
Messeturm Köln und Rheinhallen

Diese Gebäude wurden wegen ihrer wenig anspruchsvollen Architektur in Anlehnung an die ehemaligen Bauten der englischen Kavallerieeinheiten vom Volksmund als „Adenauers Pferdeställe“ bezeichnet. In den Folgejahren wurde im Hinblick auf angestrebte weitere große Ausstellungen unter Adolf Abel eine einheitliche Randbebauung mit Turm konzipiert und bis zur Eröffnung der Pressa im Jahr 1928 fertiggestellt. Diese nördliche Randbebauung des Parks, zwischen Auenweg und Rheinufer, mit dem Halbrund des „Staatenhauses“ sowie den Rheinhallen mit ihrem Wahrzeichen Messeturm bilden heute den Eingangsbereich des Rheinparks.
Encke, der den „Volkspark“ bis 1926 weiter entwickelt hatte, gelang es, der Bevölkerung diesen stadtnahen Erholungsraum trotz spürbarer Begehrlichkeiten von Industrie und Kölner Messe zu erhalten, indem er seinen Einfluss auf die politischen Entscheidungsträger nutzte.

### Internationale Presse-Ausstellung
Die Pressa war eine internationale Ausstellung des gesamten Pressewesens, die auf Initiative Konrad Adenauers 1928 stattfand. Die Entwürfe anlässlich der Pressa, mit Rosengarten und Liegewiesen sowie die Gestaltung der Messeanlagen erarbeitete Gartentechniker und Baudirektor Theodor Nußbaum.
Rheinterrassen
Neben dem Halbrund des eigens für die ausländische Presse errichteten „Staatenhauses“ wurde zur bevorstehenden „Pressa“ auch das im gleichen Backsteinstil gehaltene Restaurant „Rheinterrassen“ fertiggestellt. War noch zur Werkbundausstellung Glas (Glaspavillon von Taut) ein experimenteller Baustoff, so verfügte das asymmetrische Bauwerk über großzügig verglaste Fronten zur Parkseite. Zur Rheinseite erstreckten sich spitz zulaufende Terrassen. Entworfen wurden die Rheinterrassen von Adolf Abel, der seit 1925 Leiter des Kölner Hochbauamtes war, sowie vom Architekten Paul Bonatz. Das Bauwerk wurde 1957 durch Hans Schilling modernisiert.

### Bundesgartenschauen

#### BUGA 1957

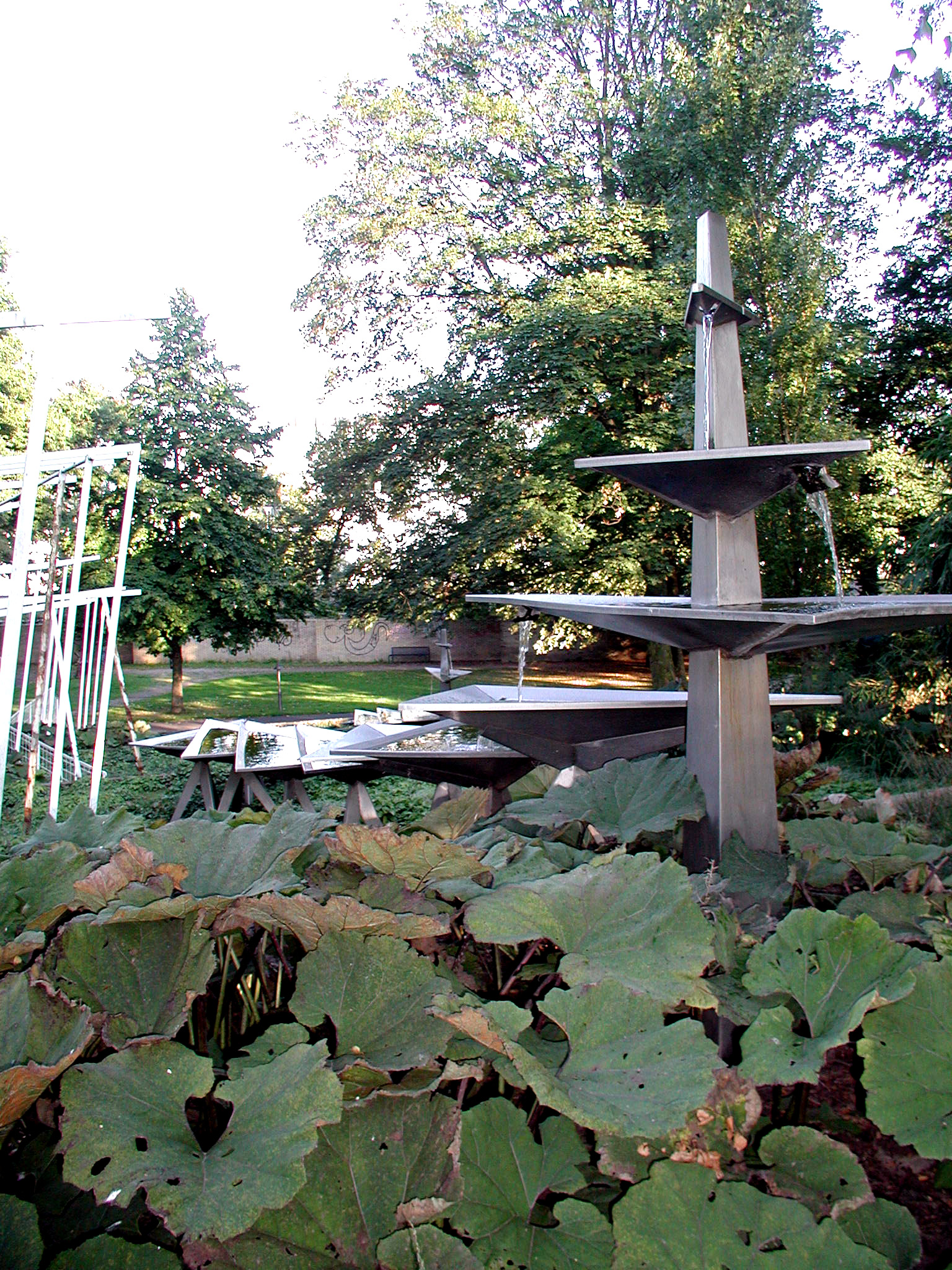
Wasserterrasse (Herta Hammerbacher)

Ende des Jahres 1953 erhielt Köln als dritte Stadt den Zuschlag, eine Bundesgartenschau durchzuführen, die dann 1957 in Köln stattfand. Der Rheinpark war die Hauptausstellungsfläche dieser Bundesgartenschau.
Von den für die Bundesgartenschau errichteten Bauwerken blieb vieles erhalten, so etwa ein kleiner Teich hinter dem Rosengarten, der in Anlehnung an Adenauers Hobby, die Rosenzucht, den Namen „Adenauerteich“ erhielt. Über das Gelände verteilt erbaute der Gartenarchitekt Theo Breddermann insgesamt 14 aus Sandsteinplatten und Kieselmaterial gefertigte Brunnen, von denen zehn in kreisrunden gepflasterten Mulden im Brunnengarten arrangiert waren. Diese mit Fontänen ausgestatteten Brunnen waren bei Einbruch der Dunkelheit erleuchtet. Trotz einer Restaurierung 1998 war das Ensemble lange ohne Funktion. Erst durch die Initiative der Nichte und der Neffen des Gartenarchitekten und deren 2011 gegründetem Förderverein Brunnengarten im Rheinpark sowie mit Hilfe der Stadt, die die Technik sanierte und anderer, konnten zehn Brunnen der Anlage im Frühling 2012 wieder in Gang gesetzt werden. Die vier großen Brunnen folgten bis Oktober 2014. Neben der Vielfalt der im Gelände installierten Zierbrunnen war und ist die Anlage des „Wassergartens“ mit Brunnenhof ein zentraler Bereich und Anziehungspunkt des Parks.

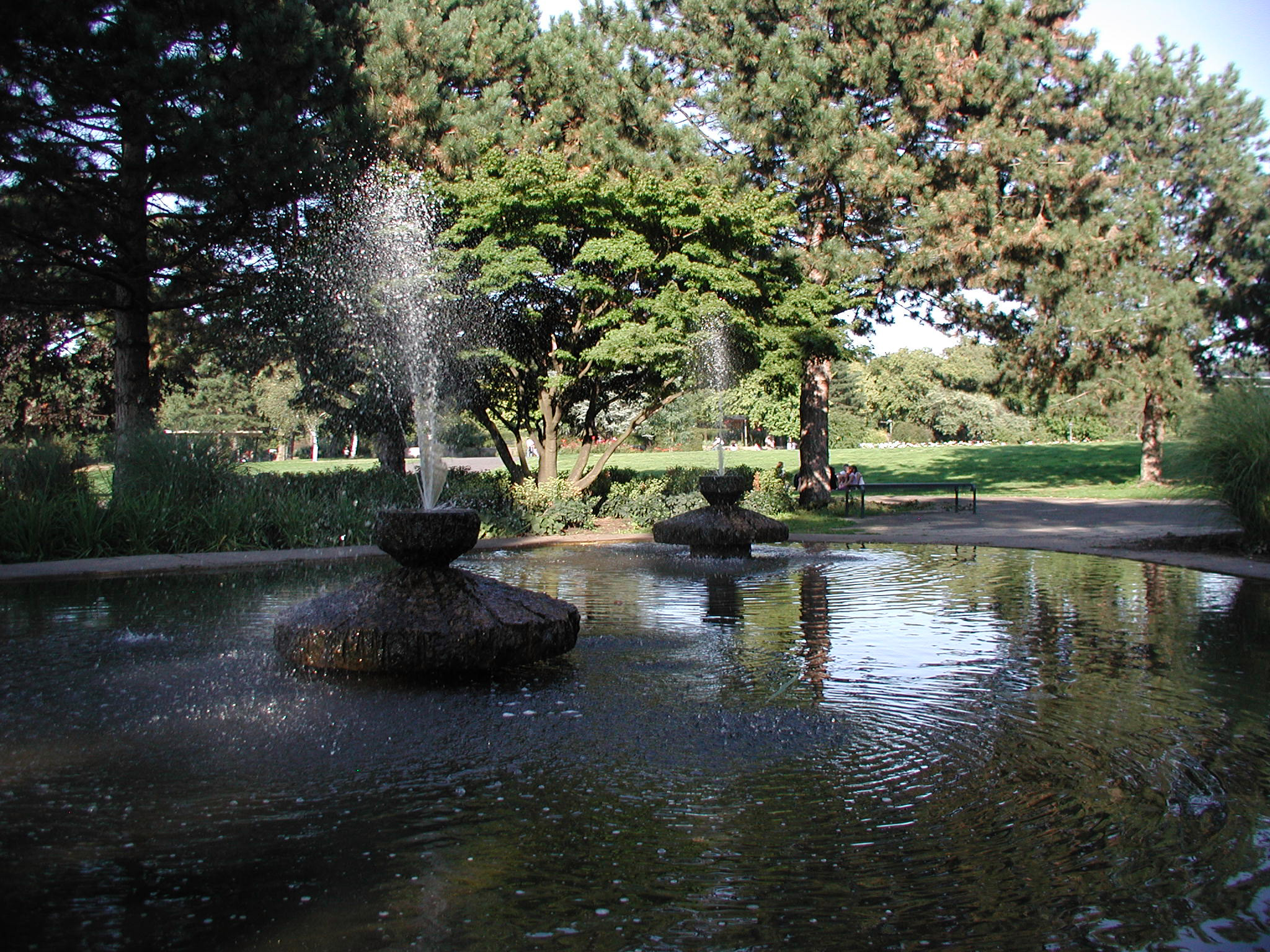
Brunnen im Adenauerweiher

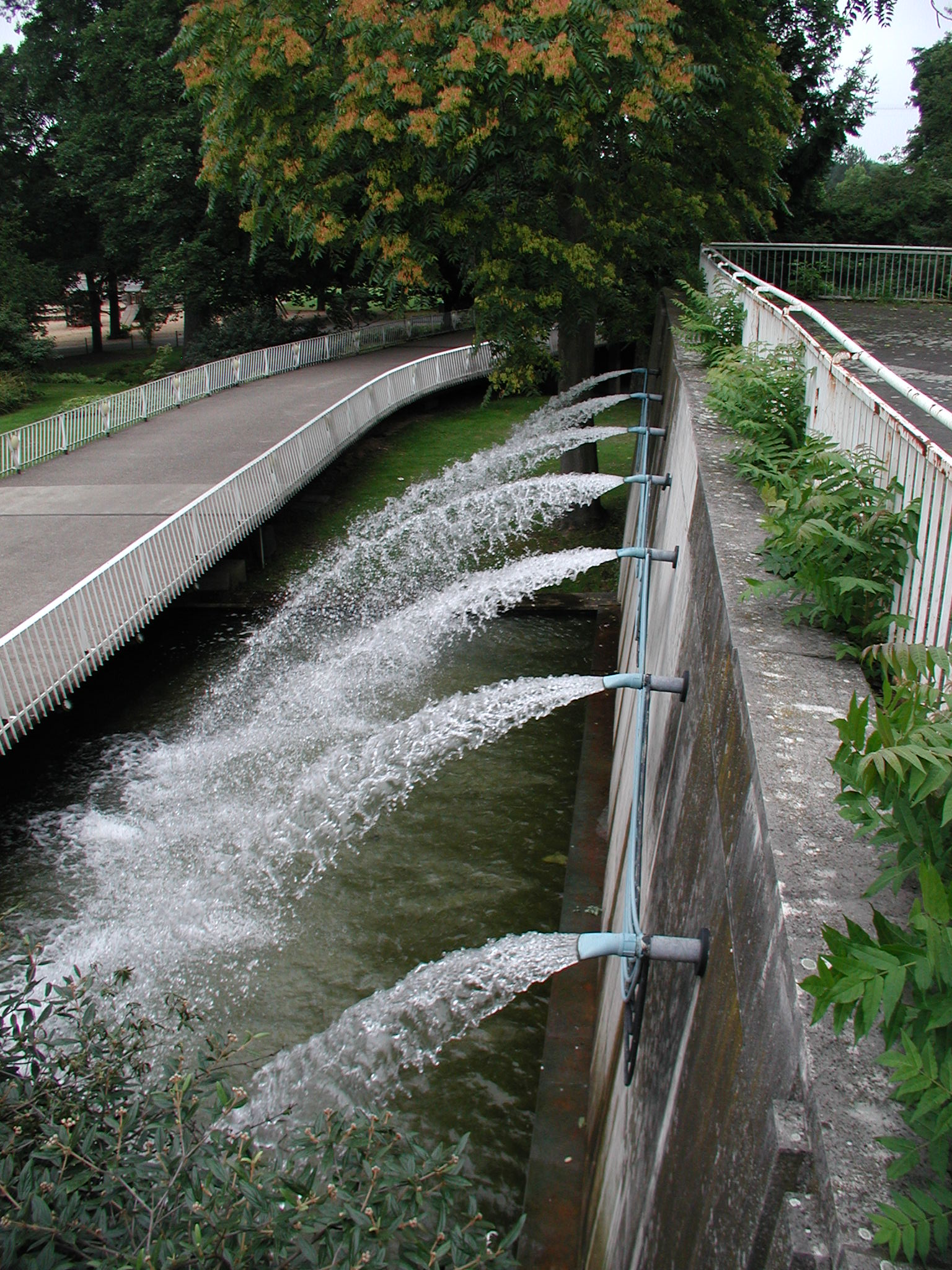
Wasserfall und Brücke

Josef Jaekel errichtete einen künstlichen Wasserfall, der aus einer mit Travertinplatten verkleideten Terrassenwand aus einiger Höhe herabstürzte. Den Effekt erzeugten sieben mächtige in der Wand eingelassene von Metallschwingen eingefasste Düsen, deren ausgestoßene Wassermengen in ein erstes Auffangbecken stürzten. Von dort floss das Wasser, eine Fußgängerbrücke unterquerend, in mehreren Gefällestufen in eine größere Beckenanlage. Die asymmetrisch gestaltete nach Süden flach auslaufende Anlage hatte im Bereich des sich weitenden Beckens ebenfalls mehrere installierte Düsen, die, wie es in den 1950er Jahren beliebt war, horizontal über die Wasserfläche ihre Fontänen ausstießen. Die Uferzonen der Beckenausweitungen hatten zum Teil separierte mit Wasserpflanzen versehene Beckenbereiche oder waren dort, wo kein Weg angrenzte, an den seitlichen Einfassungen mit Röhricht bestanden.

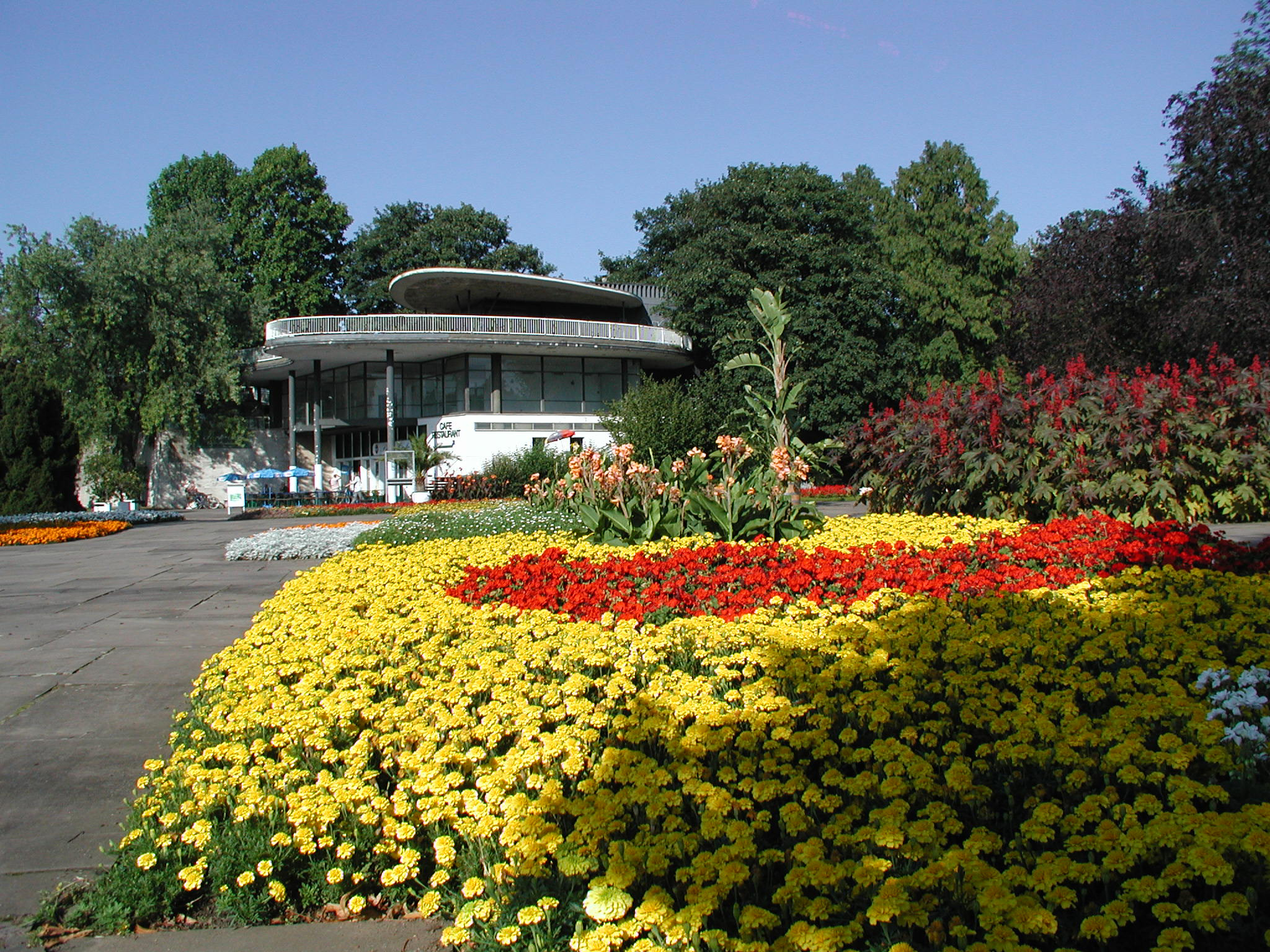
Ersatz des im Krieg zerstörten Teehauses, das Parkcafé

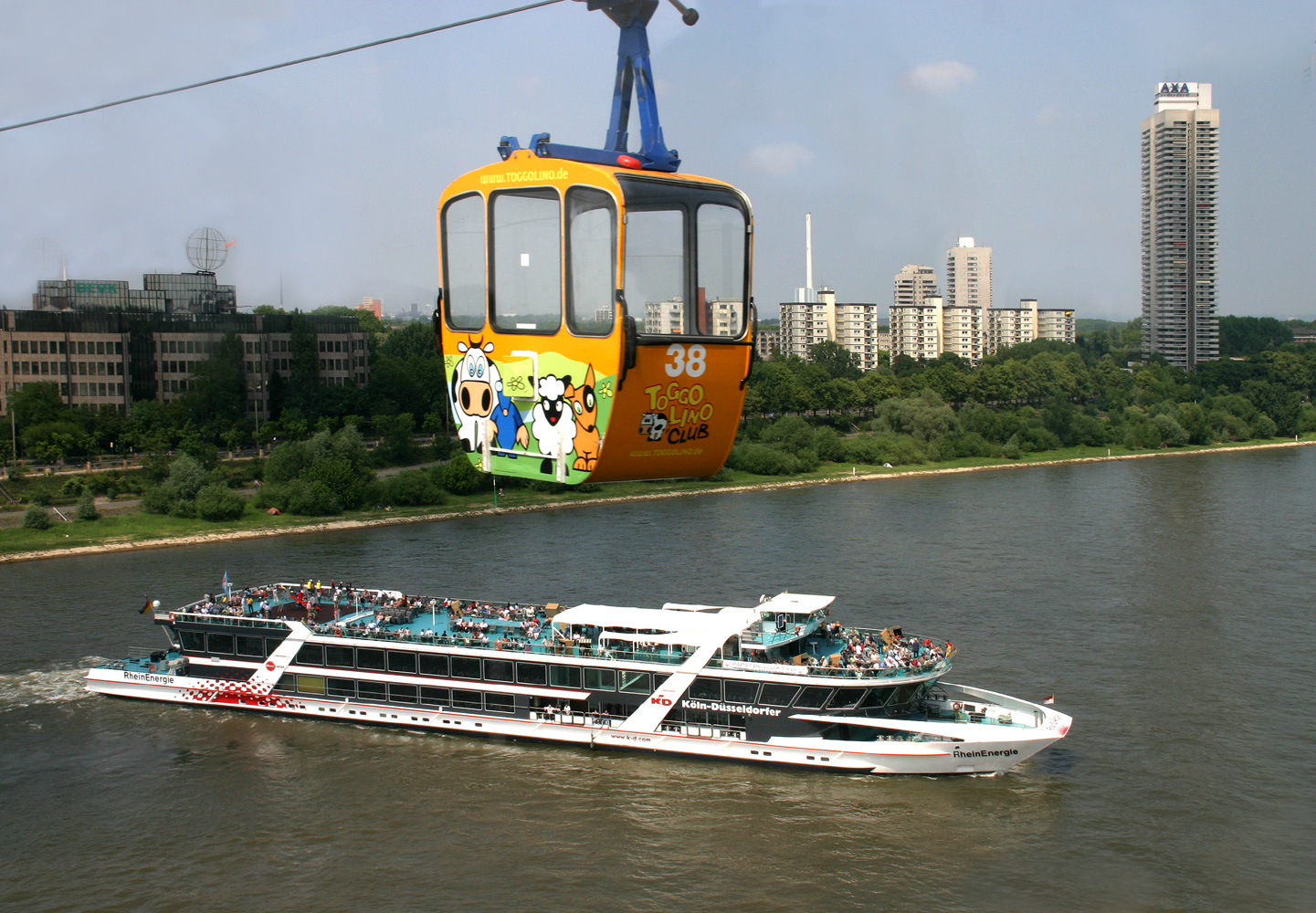
Kölner Seilbahn

Erhalten blieb von der Bundesgartenschau 1957 auch die den Rhein querende Kölner Seilbahn. Die Parkeisenbahn dagegen wurde abgebaut, und der über den Park führende Sessellift wurde 2003 abgerissen, nachdem er zuvor schon jahrelang nicht mehr in Betrieb gewesen war. Die heute noch verkehrende Parkeisenbahn wurde – auf der Trasse der Bahn von 1957 – mit der Bundesgartenschau 1971 errichtet.

#### BUGA 1971
Das Gelände des Rheinparks wurde erneut 1971 Teil einer Bundesgartenschau, nachdem eine größere Planung dafür, am südlichen Innenstadtrand von Köln, an zu hohen Kosten gescheitert war. Diese Bundesgartenschau fand neben der Ausstellungsfläche im Rheinpark auch noch in der Riehler Aue statt.

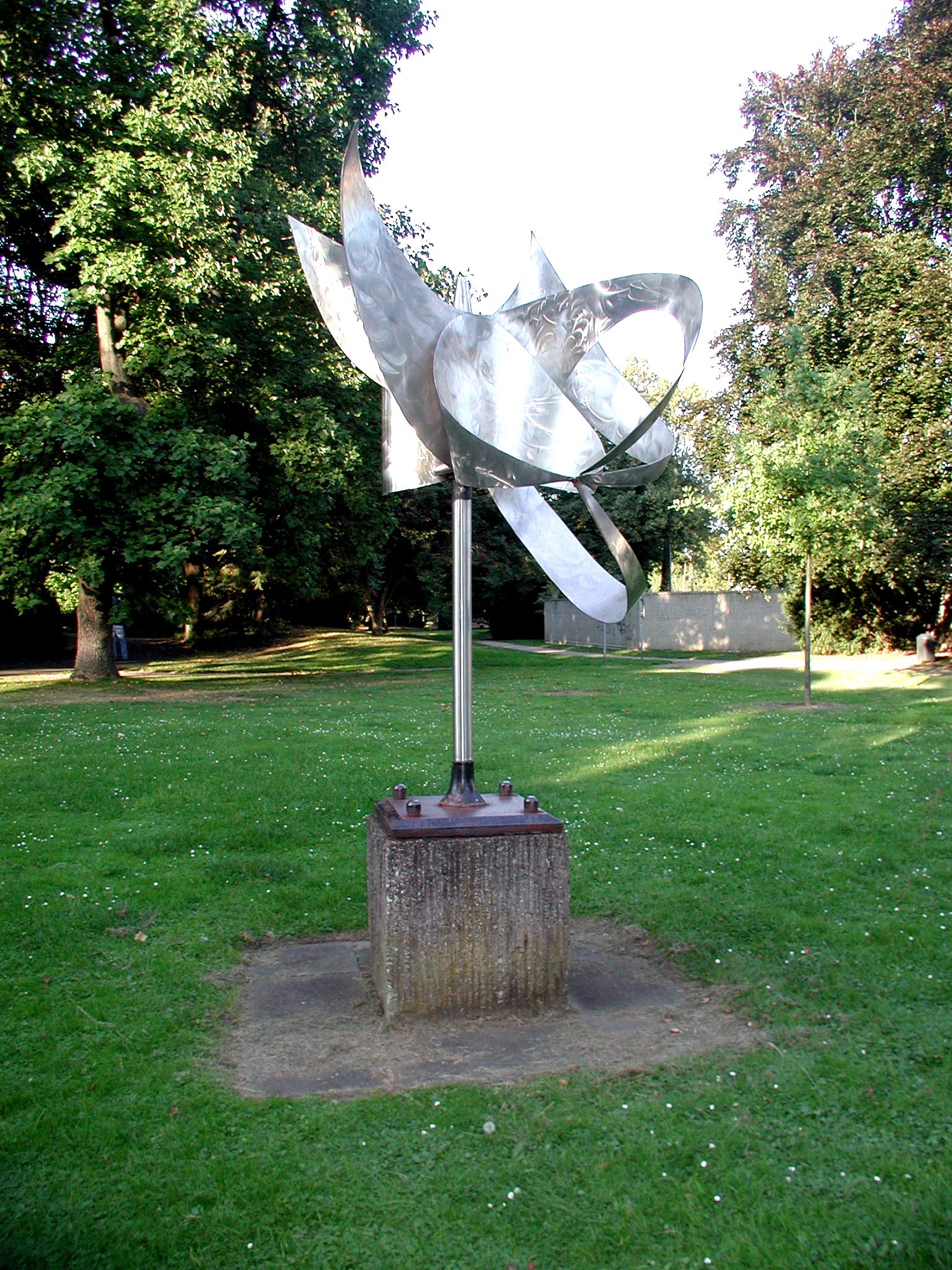
Orchidee von Alexander Sarda
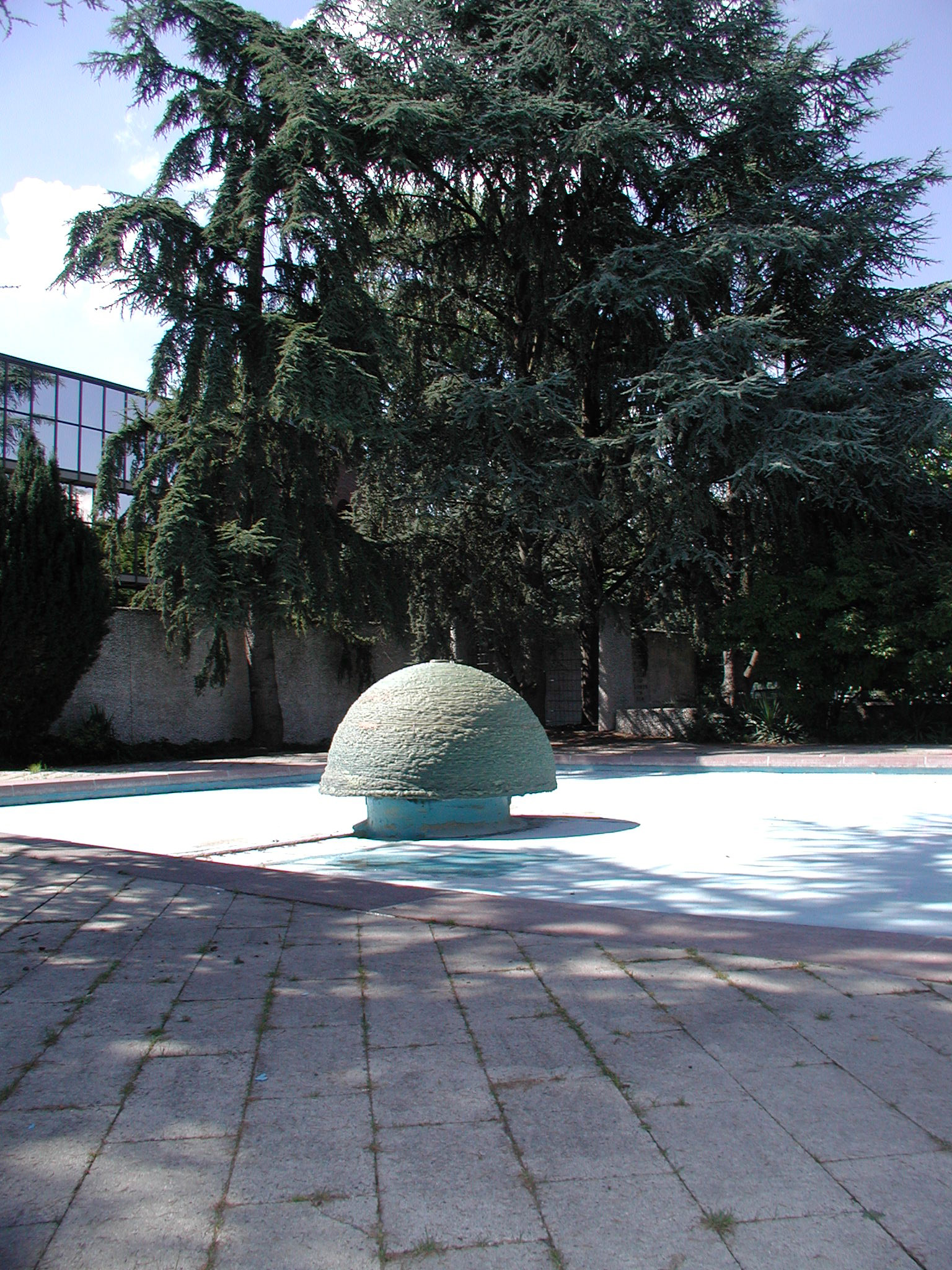
Brunnen von H. Wiese, am „Mittelmeergarten“
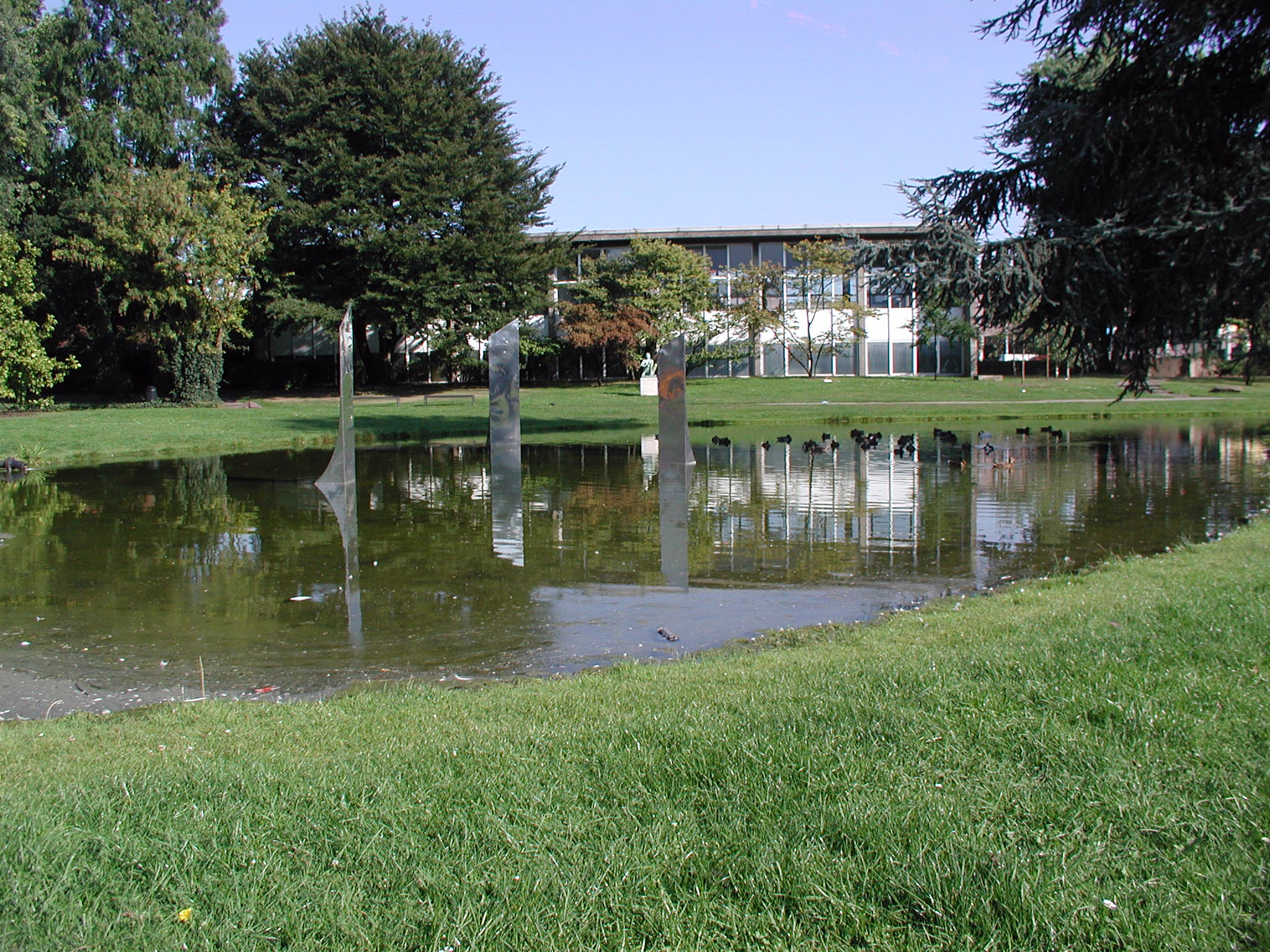
Wasser-Objekte, Gelände „Mittelmeergarten“
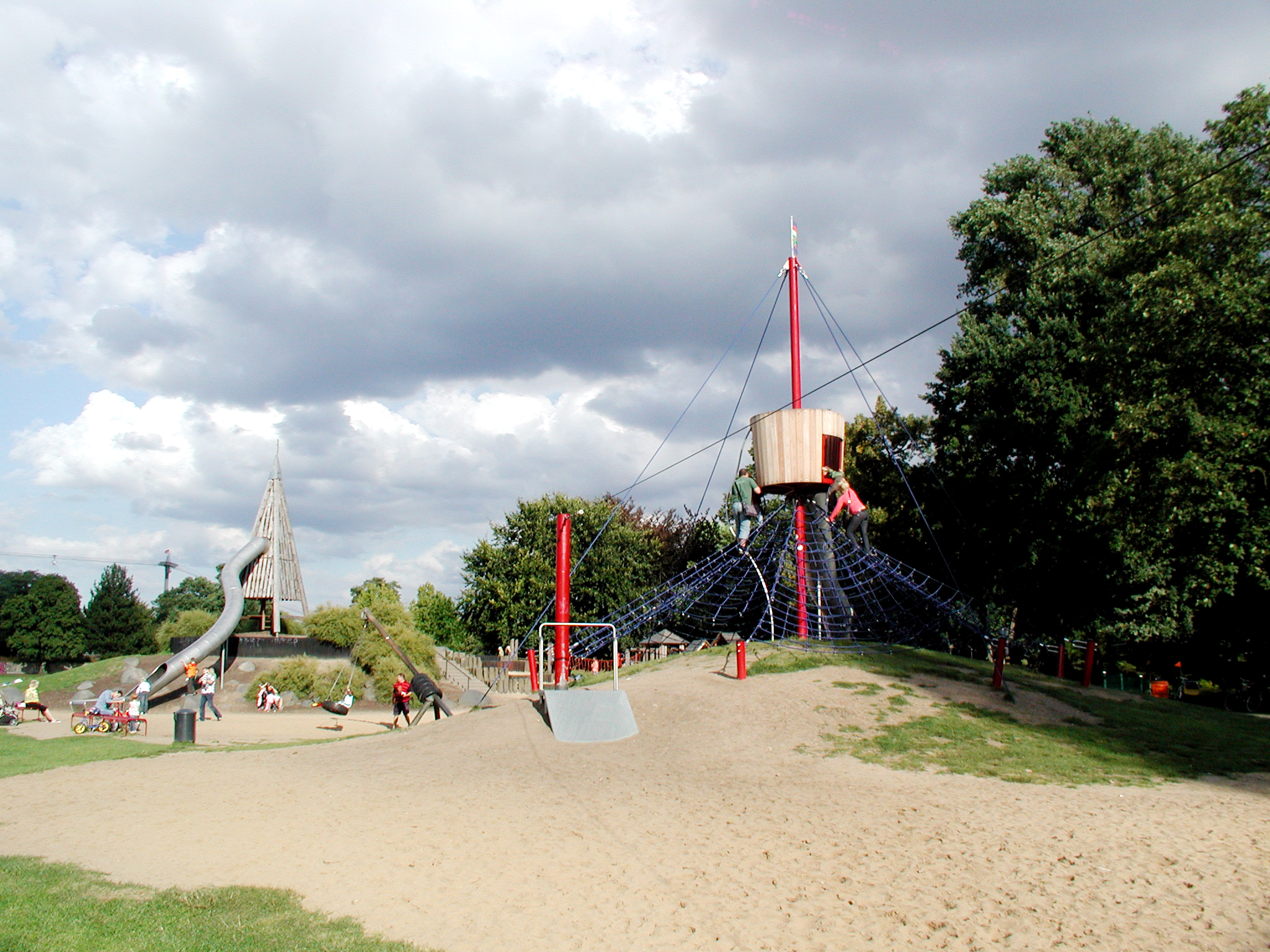
Spielhügellandschaft
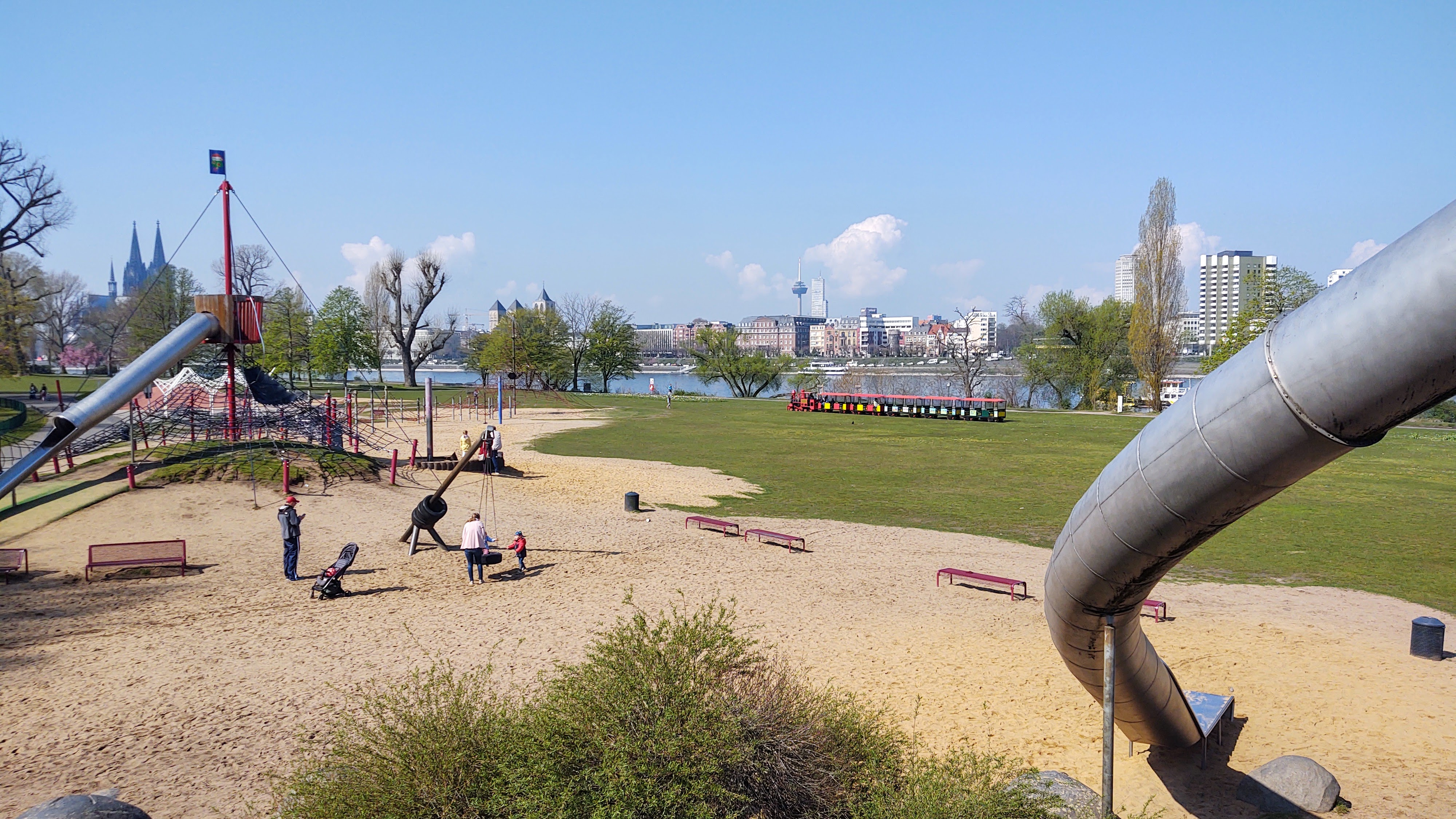
Sandspielplatz, im Hintergrund Rheinparkbahn und Dom

Vieles von der Gestaltung der BUGA 1957 wurde erhalten und renoviert. Hinzu kamen aber auch neue Anlagen, die auch über die Dauer der Ausstellung hinaus erhalten blieben. Dazu zählt der von dem israelischen Künstler Walter Polak gestaltete „Mittelmeergarten“ im südöstlichen Bereich des Parks (hinter dem Staatenhaus). Blick- und Anziehungspunkte für die Besucher des Bereiches Mittelmeergarten sind verschiedene Wasserspiele. Auch die zentral im Park angelegte „Spielhügellandschaft“ stammt von der BUGA 71, ebenso wie weitere moderne im Park präsentierte Plastiken. Dem Zeitgeschmack entsprechend waren es nun die Werke einer neuen Generation, deren Objekte, wie die von Otto Piene (Windplastiken), François Baschet, Alexander Sarda und Anton Berger (kinetische Metallobjekte), erst in der freien Natur im Zusammenspiel mit Wind und Wasser zur vollen Entfaltung kommen. Einige der 1957 aufgestellten Kunstwerke hatten zwischenzeitlich in Museen oder auch in anderen städtischen Grünanlagen neue Standorte erhalten. So steht eine Bronze des Bildhauers Fritz Behn, die Diana mit springender Antilope, heute am Sachsenring.

#### Kunstwerke
Zu beiden Bundesgartenschauen wurden in den Rheinpark zeitgenössische Skulpturen eingebracht. 1957 stellte das damalige Wallraf-Richartz-Museum unter Leopold Reidemeister eine große Zahl von Kunstwerken aus den Jahren 1875 bis 1956 zur Verfügung. Diese blieben dem Park zum Teil erhalten, wechselten bei folgenden Veränderungen aber auch ihren Standort.
- Bronze-Statue Gaea (1965) von Gerhard Marcks im Rosengarten, (eine Variation Gaea II, halbverhüllt (2005), steht in der Stollwerkpassage an der Hohe Straße).[9]
- Bronze-Statue Eva II von Gerhard Marcks
- Bronze-Statue Häusliche Sorgen (1913), Frau und Modell (Nel) des Belgischen Malers und Bildhauers Rik Wouters, 1956 vom Kunstverein für die Rheinlande und Westfalen für die BUGA von den Königlichen Museen der Schönen Künste in Brüssel angekauft.[10]
- Sitzende von Kurt Lehmann (1905 bis 2000)
- Kindergruppe von Kurt Lehmann, geschaffen 1952/53
- Schreitender von Richard Scheibe (1879 bis 1964), geschaffen 1952
- Rotierende Windrose von François Baschet und Bernard Baschet, siehe auch: Cristal Baschet
- Igel mit Schlange von Fritz Bernuth (1904 bis 1979)
- Zwei Störche von Philipp Harth (1887 bis 1968)
- Assunta von Georg Kolbe (1877 bis 1947), geschaffen 1921
- Steigendes Pony von Renée Sintenis (Renate Alice) (1888 bis 1965), geschaffen 1942
- Wasserballett von Christian Weiser (1941), geschaffen 1971
- Orchidee von Alexander Sarda (1926), geschaffen 1971

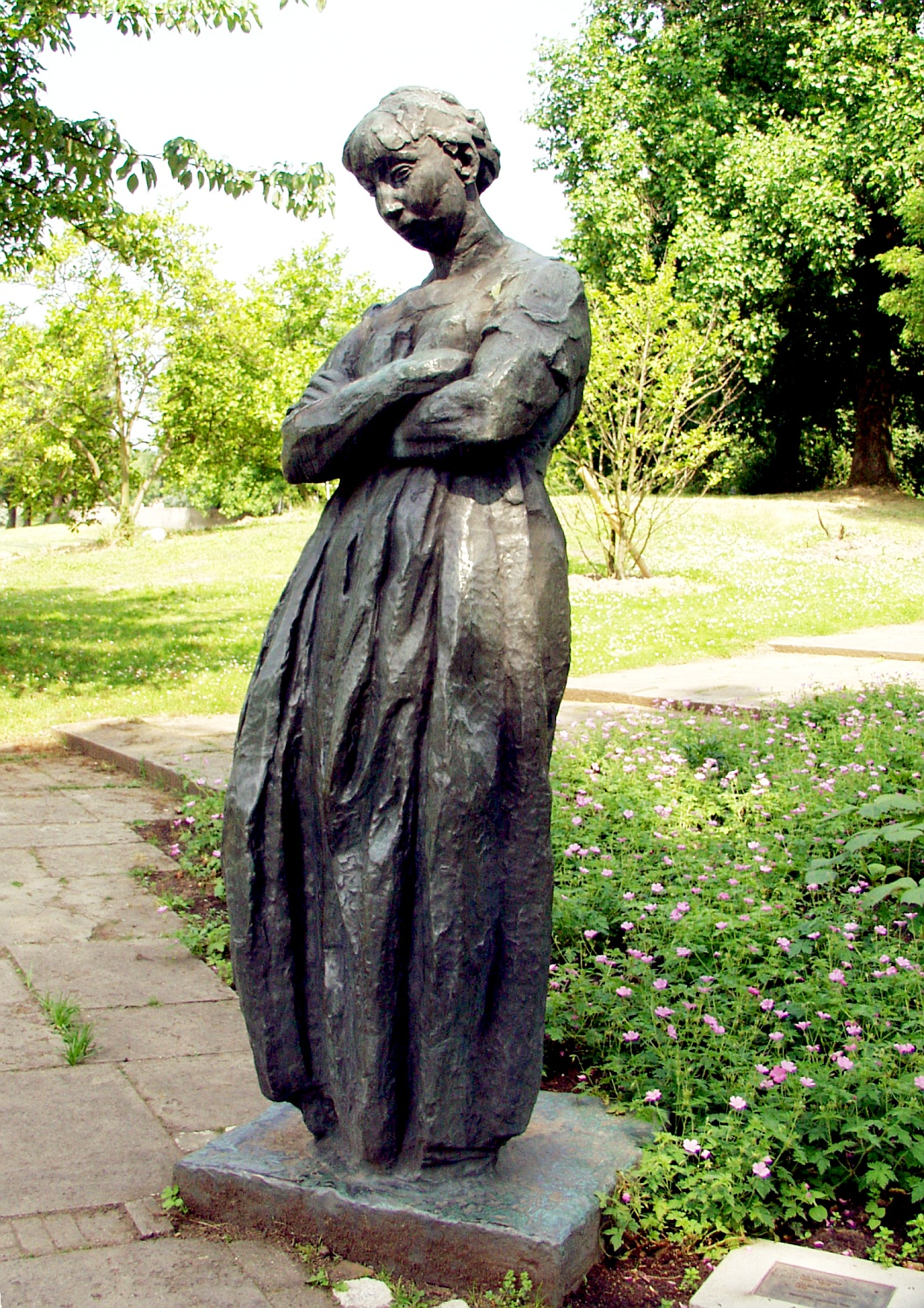
Häusliche Sorgen
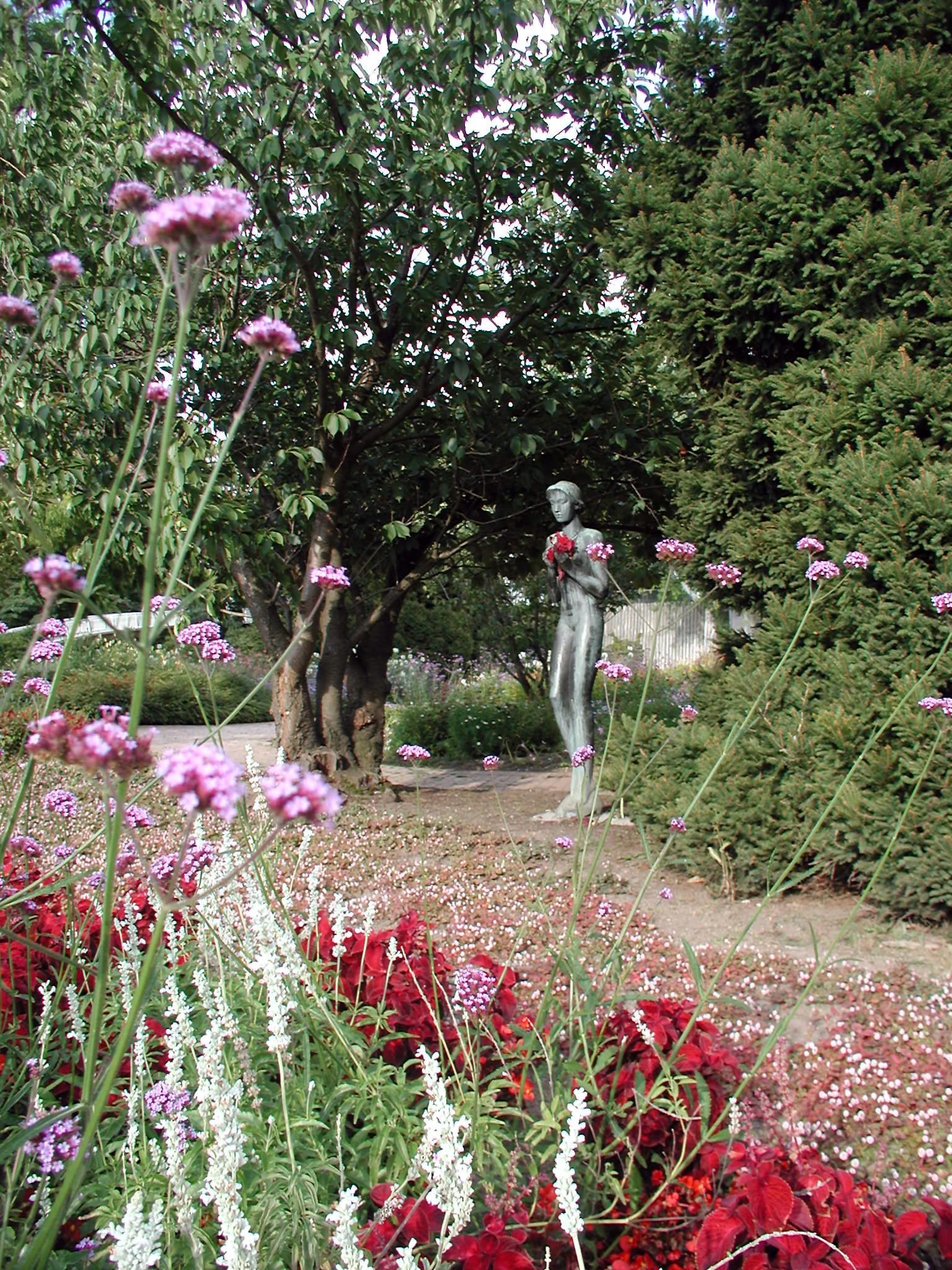
Skulptur Assunta von Georg Kolbe (1921)
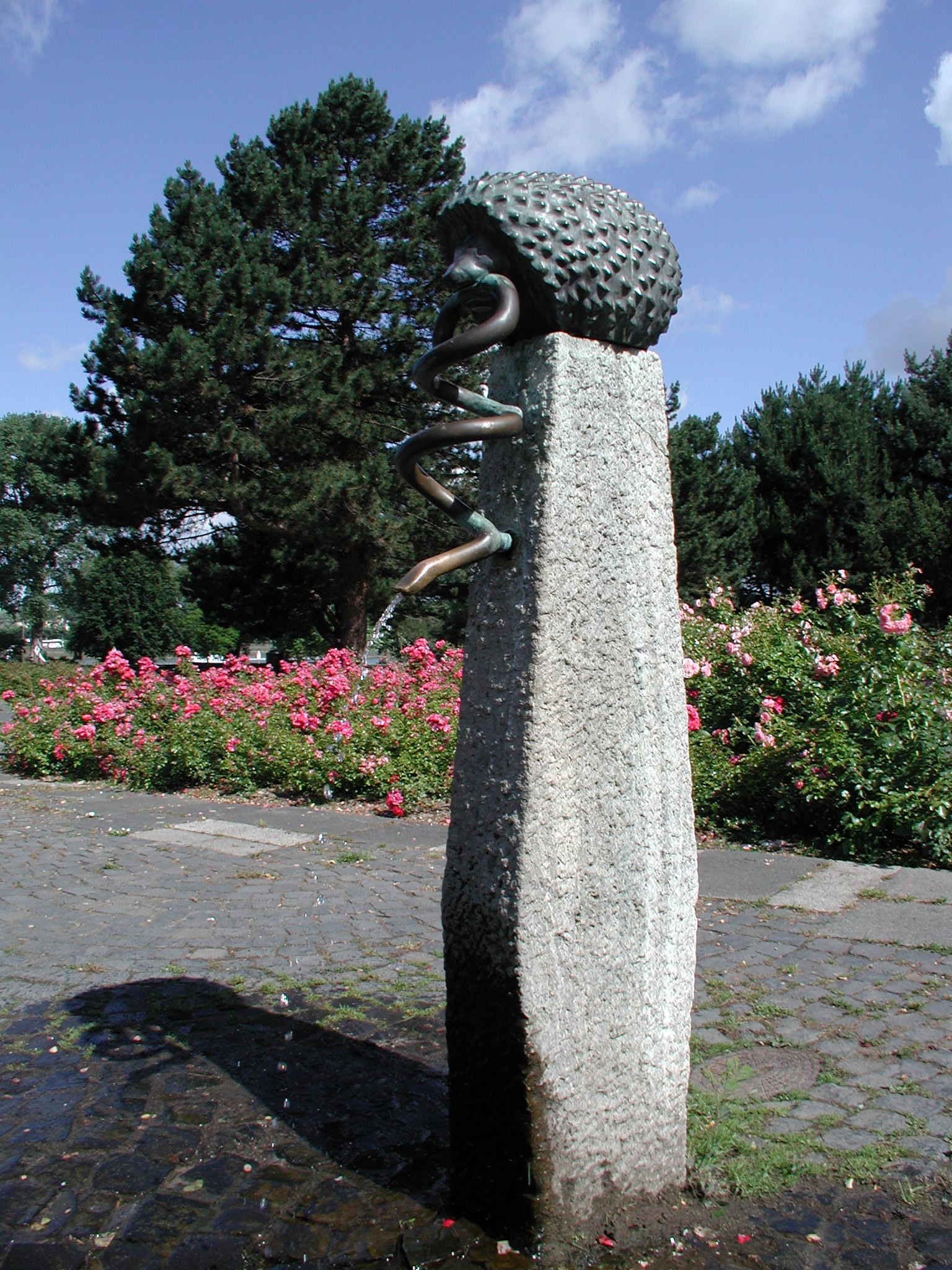
Igel mit Schlange von Fritz Bermuth (1904/1979)
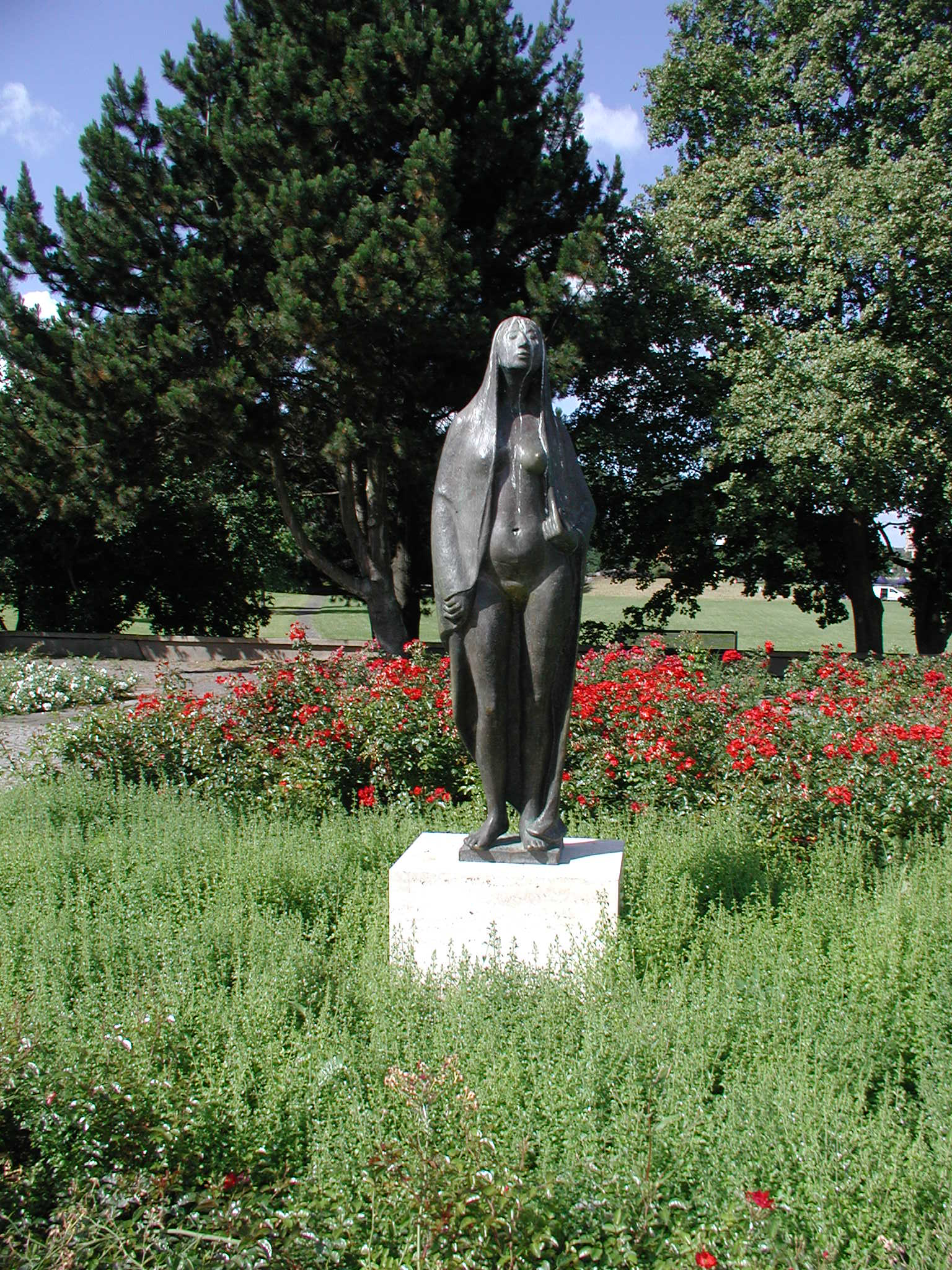
Gaea von Gerhard Marcks im Rosengarten
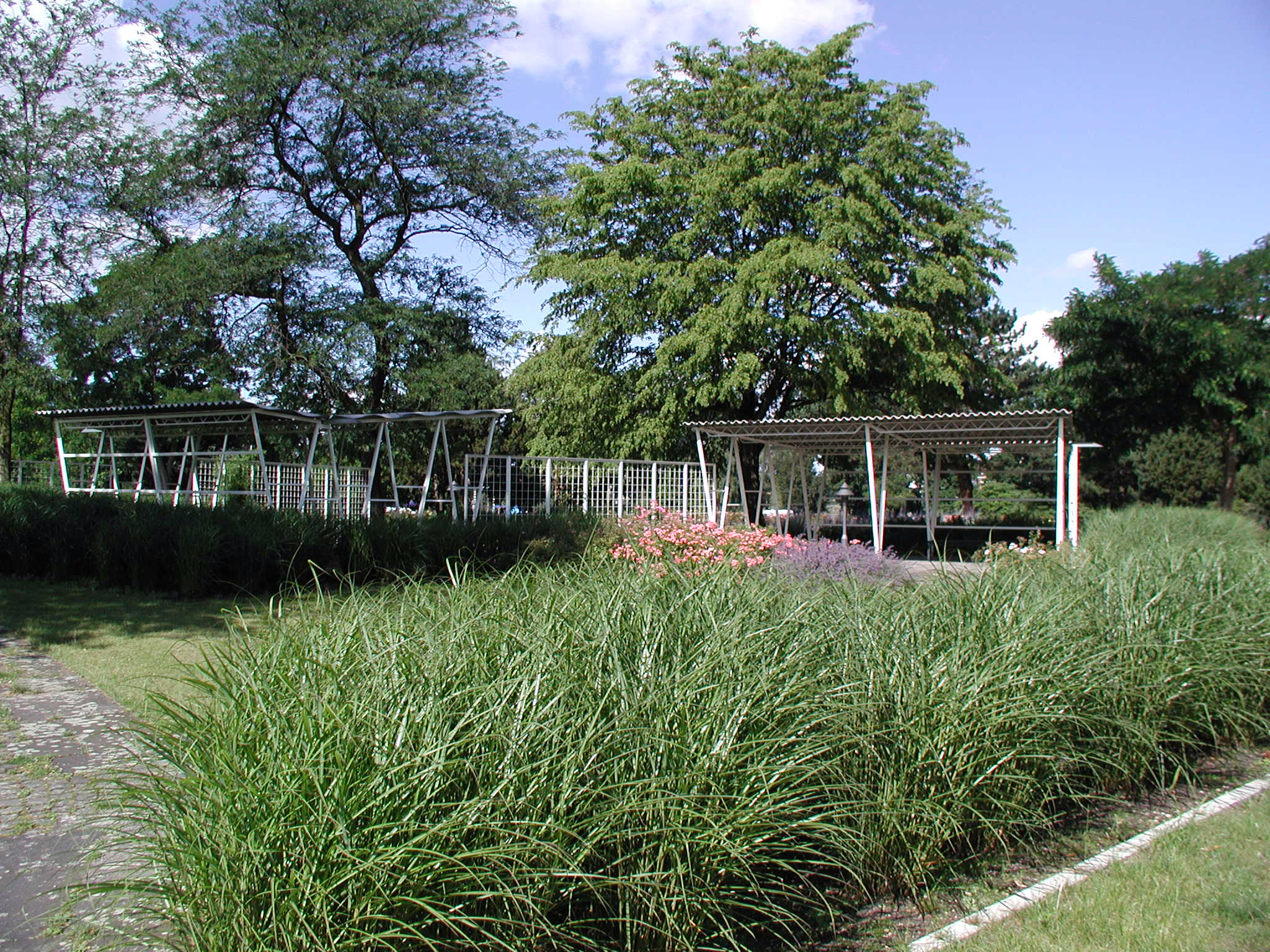
Lauben am Rosengarten
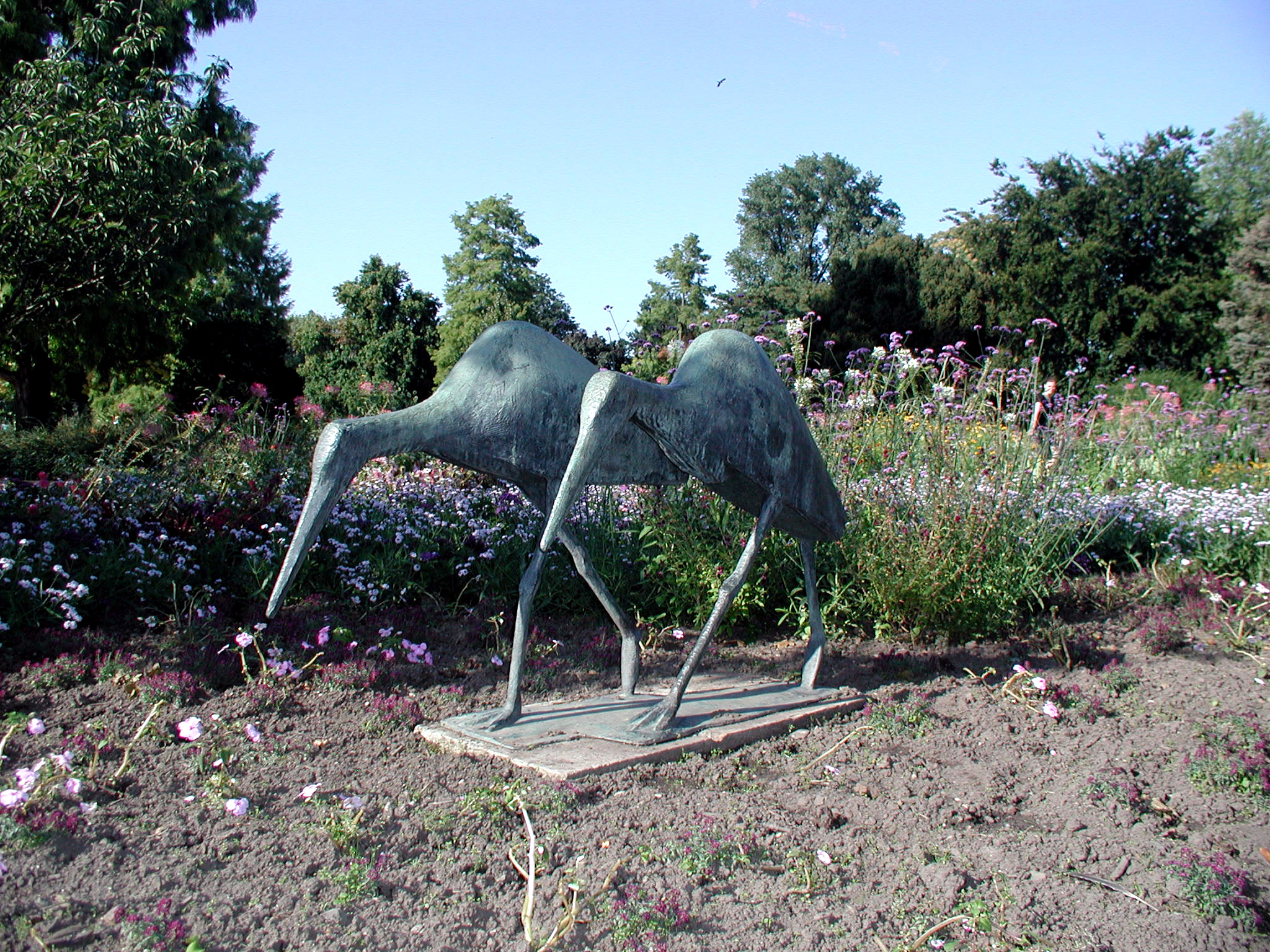
Zwei Störche (1956)

### Thermalquellen und Bad

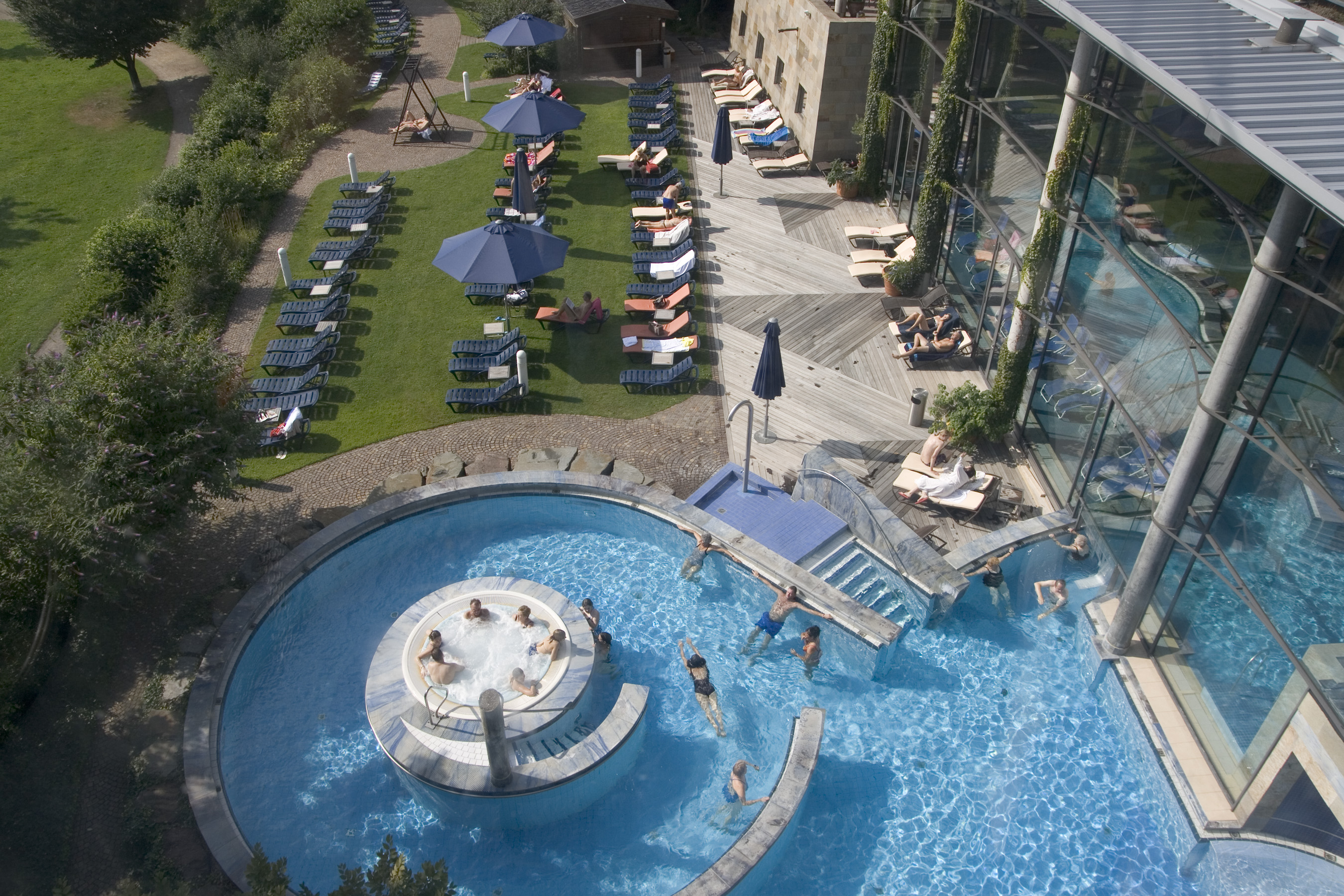
Claudius Therme

Am Nordende des Rheinparks befindet sich unmittelbar neben der Zoobrücke das Thermalbad „Claudius-Therme“.
Auf der Suche nach Trinkwasser wurde man bei einer 1912 durchgeführten Bohrung in Köln-Stammheim in 70 Meter Tiefe fündig. Es handelte sich allerdings um kohlensäure- und chloridreiches Mineralwasser. In der Folge kam der Gedanke auf, die Stadt könne zu einer Art Kurbad werden.
Schon 1931 wurde unter Oberbürgermeister Adenauer auf dem Messegelände der 251 Meter tiefe Messebrunnen I gebohrt. Aus diesem konnte dann ein mineralhaltiges Wasser gefördert werden. Die Bohrung des Messebrunnen II blieb jedoch in ihrer Ergiebigkeit bedeutungslos. Die dann in den Jahren 1961 und 1962 mit besserer Technik erreichten 364 Meter Tiefe des Messebrunnens III brachte dann bis zu 200 m³/h thermales kohlensäurehaltiges Natrium-Chlorid-Wasser. Auch mit einer schon verausgabten Summe von einer halben Million DM Kosten war das Ziel, auf eine Quellader mit höheren Wassertemperaturen zu stoßen, nicht erreicht worden, sodass der Rat der Stadt die Arbeiten zur Erschließung einer Thermalquelle einstellen ließ. Die Stadtverwaltung ließ jedoch, zunächst ohne den Rat zu informieren, später weiterarbeiten. Um 1967 wurde dann unter großen technischen Anstrengungen der Messebrunnen IV mit einer Tiefe von 1027 Meter erfolgreich abgeteuft. Aus der Bohrung IV wurde nun eine Natrium-Chlorid-Therme mit einer Temperatur von 28,5 °C gefördert. Mit diesem im Vergleich zu anderen deutschen Thermalbädern (Aachen 74 °C, Wiesbaden 66 °C.) eher mäßigen Wert wurden aber die Mindestanforderungen erfüllt.
So wurde dort, wo schon zur BUGA 1957 das geförderte Heilwasser eines Gesundbrunnens den Besuchern angeboten wurde, nach einer dreivierteljährigen Bauzeit im Januar 1971 in der nordöstlichen Ecke des Rheinparks, an der Sachsenbergstraße, ein Thermalbad eröffnet. 1975 erfolgte die staatliche Anerkennung der Quelle als Heilquelle, da ihr Wasser neben Kochsalz neun weitere Mineralien enthält. Das unter privater Leitung stehende dreigeschossige Gebäude brannte im August 1986 bis auf die Grundmauern nieder. Der nach vielen Jahren neu erbauten Anlage am gleichen Ort, der heutigen „Claudius-Therme“, stehen für ihren Thermalbetrieb die Messebrunnen III und IV zur Verfügung.

### Kölner Jugendpark

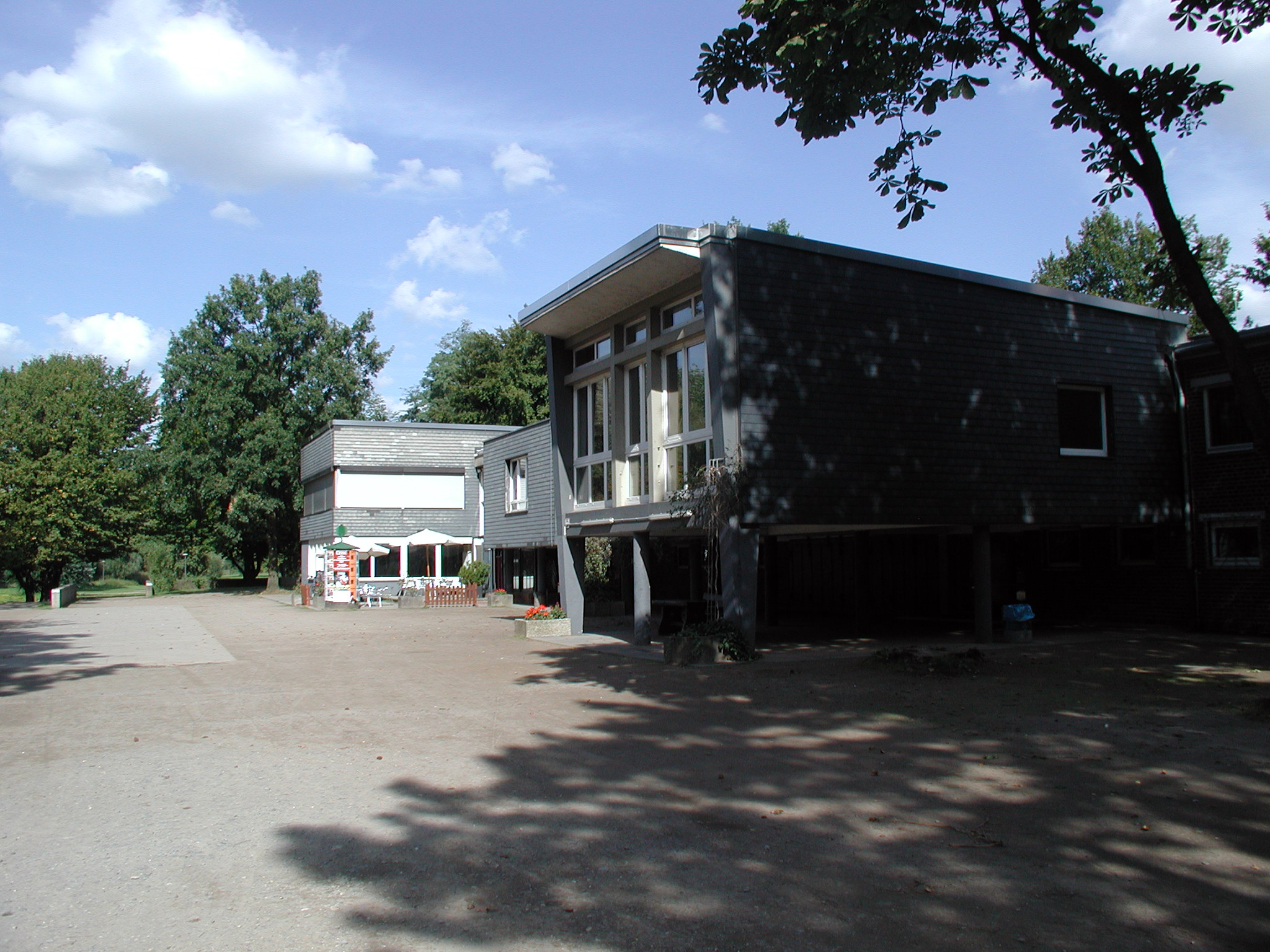
Jugendparkhaus

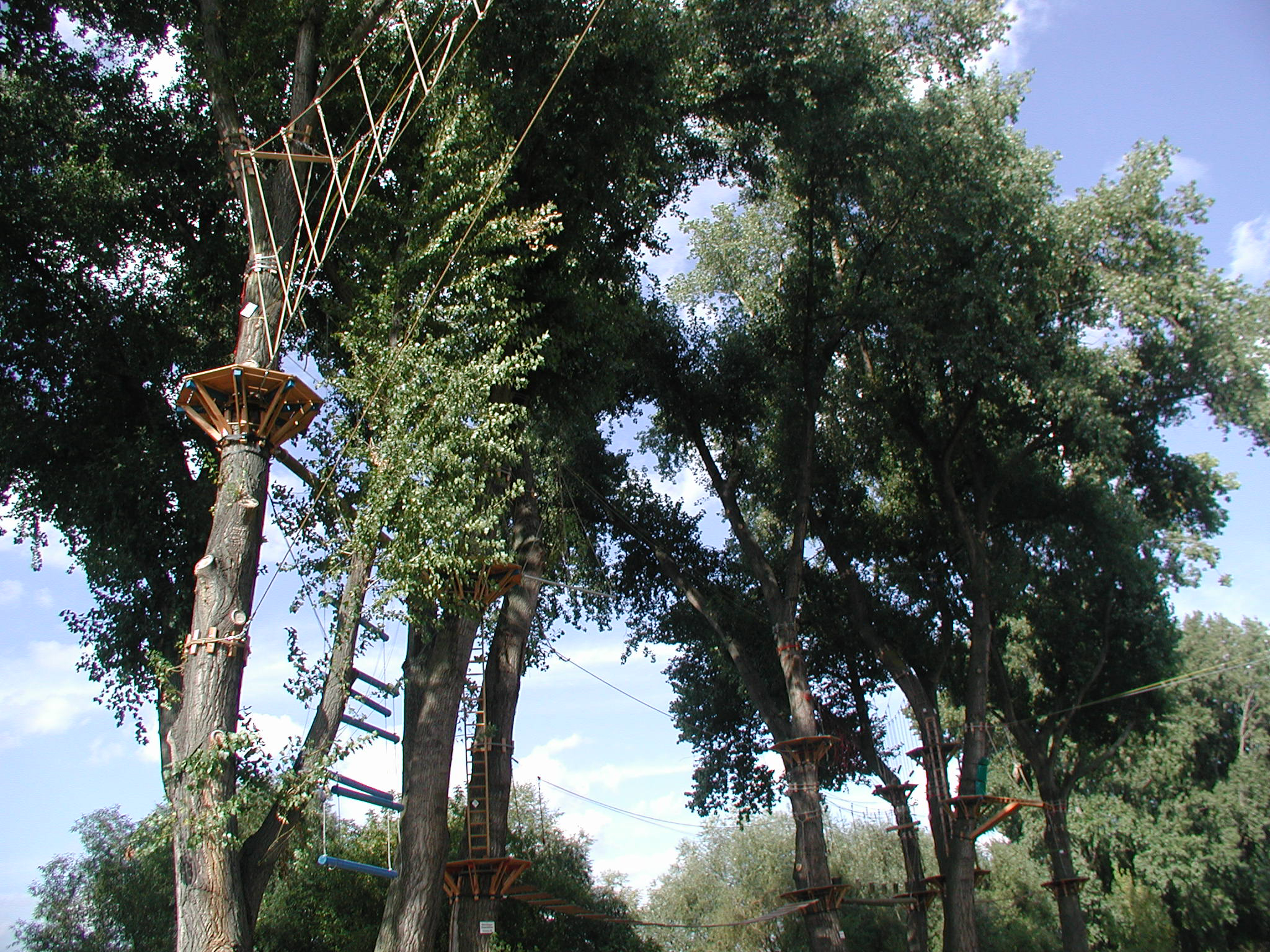
Hochseilgarten

Die Anfang 1954 beginnenden Planungen zur Kölner Gartenschau bezogen auch Attraktionen für Kinder und Jugendliche ein. Hierzu bot sich das nördliche schmale Endstück des für die Ausstellung vorgesehenen Rheinparkgeländes an. Inmitten der Großstadt mit ihren zunehmend verbauten Freiräumen für die Jugend bot ein „Jugendpark“ abseits der Wohngebiete optimale Voraussetzungen. So wurde, initiiert durch die Verantwortlichen der Kölner Jugendarbeit, zeitgleich zur Gartenschau 1957 nördlich der Sachsenbergstraße ein etwa 30 000 m² großes Areal hergerichtet. Zentrum der Anlage war und ist ein zweigeschossiges langgestrecktes Bauwerk. Es wurde verschiedenen Altersstufen angepasst mit Spiel- und Sportgeräten, Bastelstuben und Lesebereichen ausgestaltet und bot diverse Veranstaltungsräume unterschiedlicher Größe. Der Außenbereich erhielt einen Sportplatz, eine Minigolfanlage und ein Garten-Theater für Laienspiele. Diese Open Air Fläche wurde auch für Tanzveranstaltungen aber auch als Rollschuhbahn und im Winter als Eislaufbahn genutzt. Gelände und Haus erhielten den Namen „Kölner Jugendpark“.
Die Organisation des „Jugendparks“, eines Jugendzentrums, Trägerorganisation war von 1957 bis 2000 der Kölner Jugendpark e. V., sah als sozialpädagogisches Konzept ein sogenanntes „Haus der offenen Tür“ vor. Da die Einrichtung an kein Wohngebiet angebunden war, entwickelte man ein spezielles überregional angelegtes Programm für Kinder und Jugendliche aller Altersstufen zwischen 10 und 25 Jahren. So wurden die Einrichtungen des Hauses und des Geländes an Vormittagen gerne als alternativer Ort des Unterrichts von Berufsschulen genutzt, und nachmittags dienten die Einrichtungen selbstorganisierten Jugendgruppen oder Verbänden.
Das weitere Gelände beließ man mit Absicht völlig unstrukturiert, um der Phantasie der Jugendlichen, die sich noch heute in der Anlage des „Hochseilgartens“ zeigt, freien Lauf und Raum zu geben. Es wurden in der Folgezeit Zeltlager und Konzerte veranstaltet.

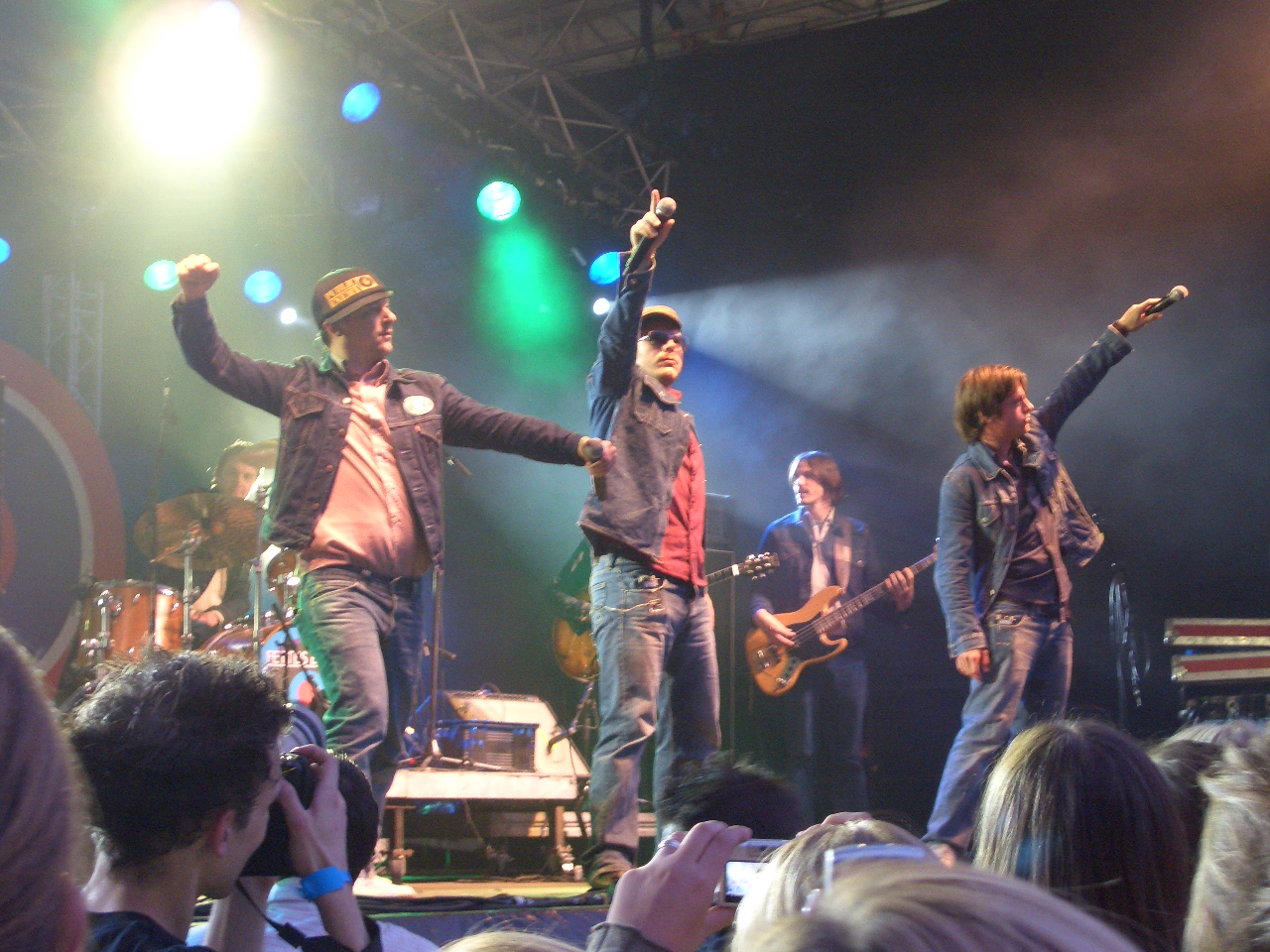
Fettes Brot 2006 im Kölner Jugendpark

Es wurden musikpädagogische Angebote durchgeführt, seit 23 Jahren finden BMX-Aktivitäten statt, für die Kleinen gab es Puppenspielwochen, und bei speziellen Zirkusveranstaltungen konnten Kinder aktiv mitwirken. Auch die Computerzeit hielt Einzug im Jugendpark, es werden für Internetneulinge Geräte und Anleitung geboten. Seit der durch den damaligen Oberbürgermeister Norbert Burger mit seinem polnischen Amtskollegen der Stadt Kattowitz vereinbarten Städtepartnerschaft bestehen zwischen dortigen Schulen sowie Jugendeinrichtungen und dem „Kölner Jugendpark“ enge Beziehungen, die sich in einem seitdem regelmäßig jährlich stattfindenden Austausch junger Menschen der beiden Städte zeigen. Darüber hinaus ist der „Kölner Jugendpark“ (seit 2000 Jugendzentrum Köln gGmbH) seit seinem Bestehen ein als „Kölner Modell“ eine oft gelobte anerkannte Einrichtung, die auf dem Gelände des Rheinparks zu einer festen Institution wurde.

### Familienpark
Im Juni 2012 wurde unter der Zoobrücke, zwischen Jugendpark und Rheinpark der mit Städtebau-Bundesmitteln und Landesmitteln geförderte mehr als 6000 m² große Familienpark eröffnet. Überdacht unter der Brücke wurden auf Steinplatten Minigolfanlage, kombinierte Streetskater und BMX-ler-Anlage, eingezäunte Streetsoccer und Street-Basketball-Felder sowie ein Mincar-Parcours und am Ende eine Freeclimber-Wand angelegt. Außerhalb des „Dachs“, auf natürlichem Grund, sind Schaukel-Anlagen und Trampoline installiert. Die Gestaltung der Anlage durch das Kalker Büro Lill und Sparla bekam im April 2014 einen von vier NRW-Landschafts-Architektur-Preisen des Bundes Deutscher Landschaftsarchitekten.

### Weitere Einrichtungen

#### Tanzbrunnen

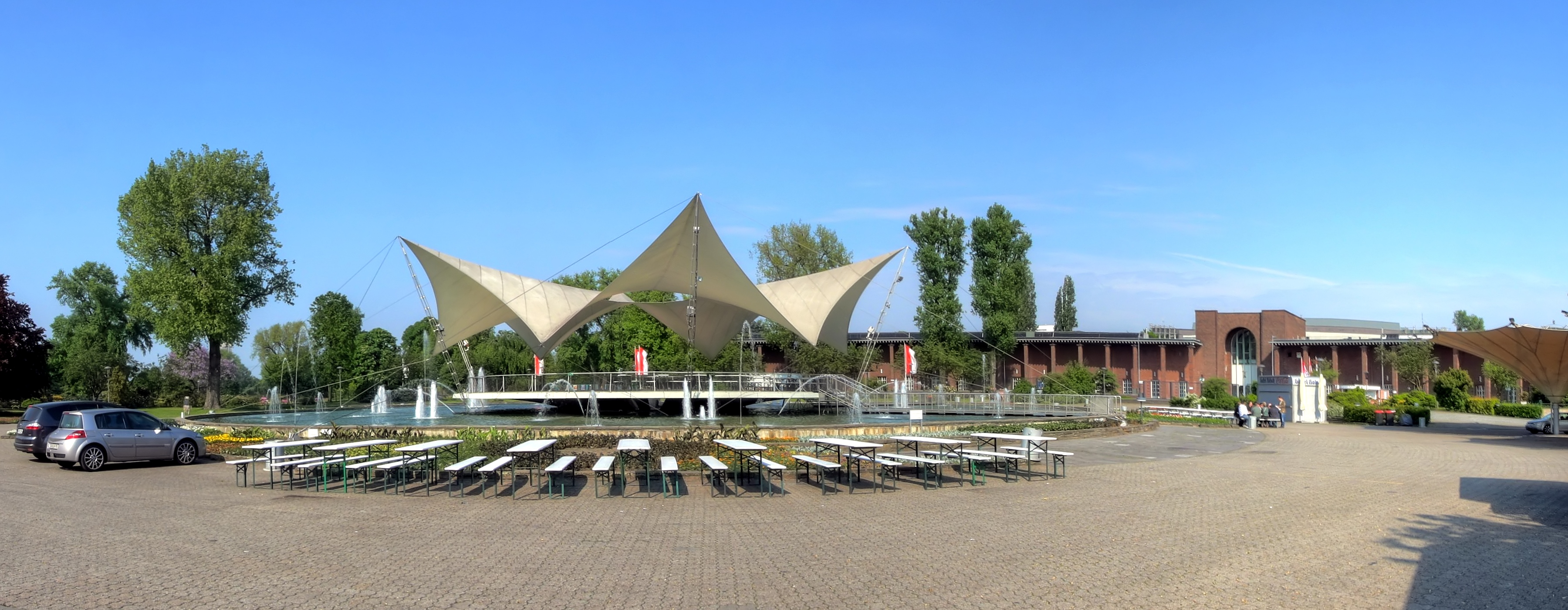
Tanzbrunnen mit Zeltdach

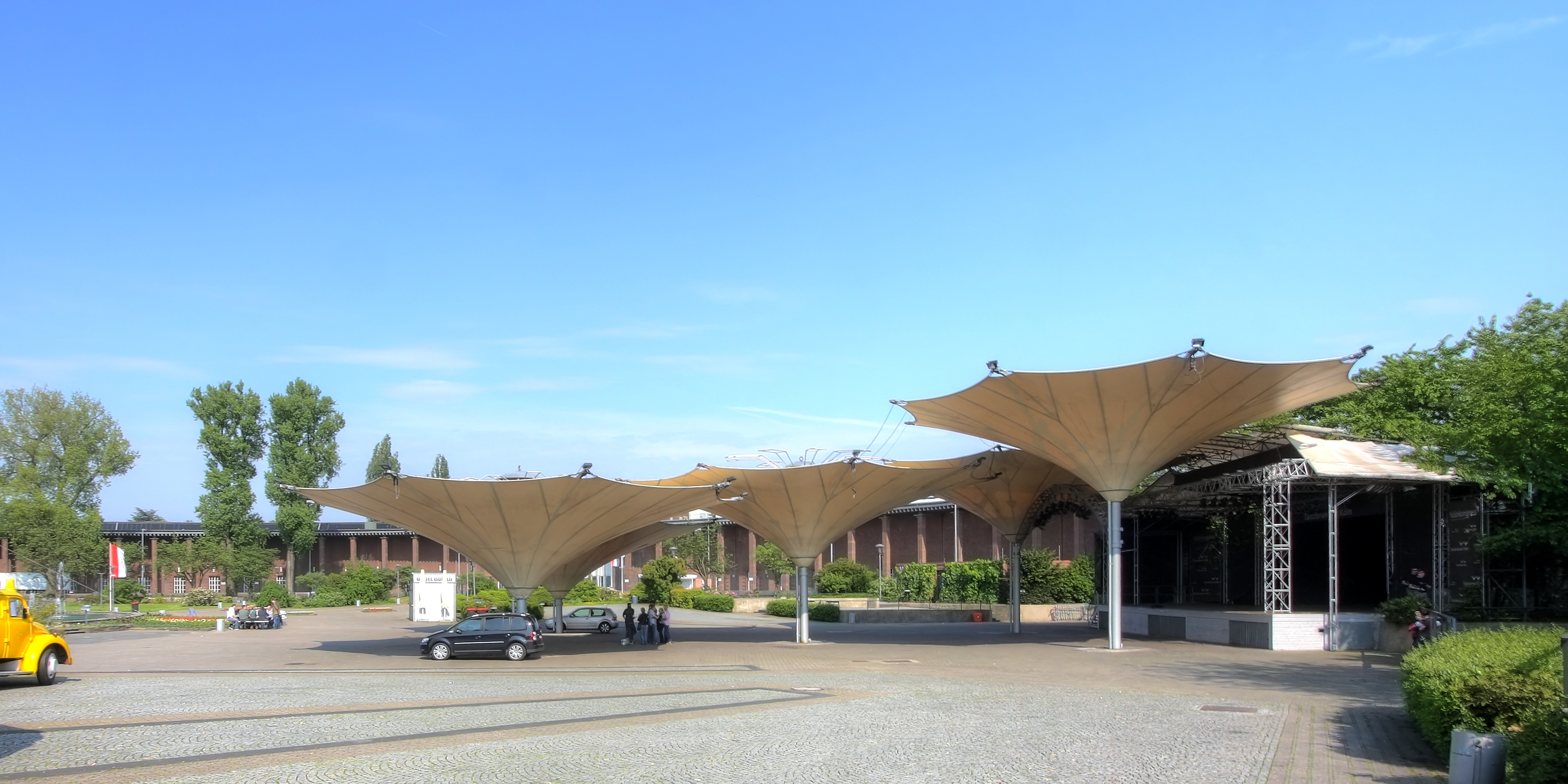
Schirme von Frei Otto

Am Tanzbrunnen von 1957 von Josef Op Gen Oorth, überspannt mit einer Zeltkonstruktion des Architekten Frei Otto, mit Open-Air-Bühne und zum Teil mit wiederum von Frei Otto 1971 überschirmten Zuschauerplätzen, finden musikalische Veranstaltungen und vor kritischem Publikum die bekannten Talentproben für den musikalischen Nachwuchs statt, die 1971 von Udo Werner eingeführt wurden. Er bietet Platz für bis zu 12.500 Zuschauer.

#### Parkeisenbahn

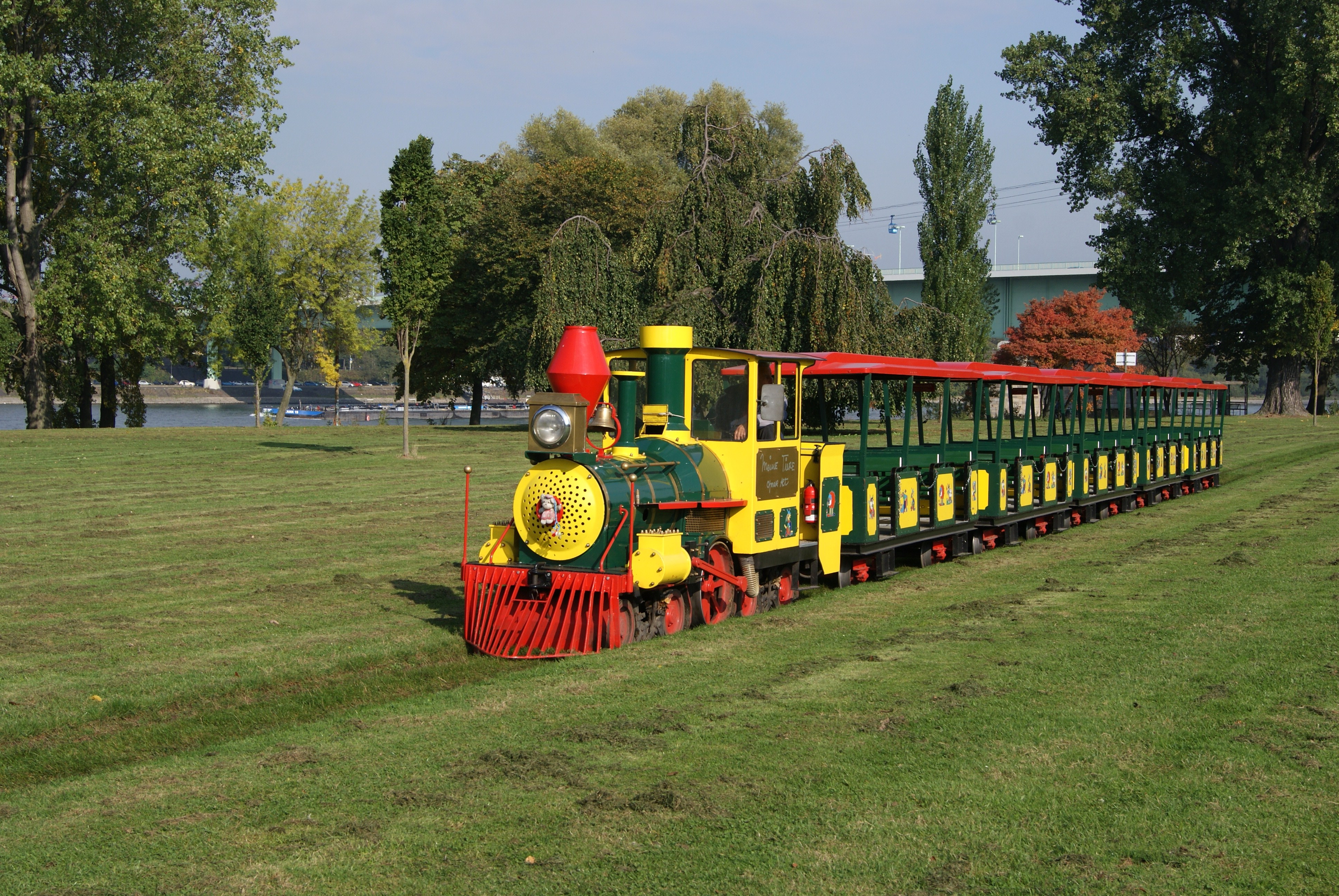
Rheinparkbahn

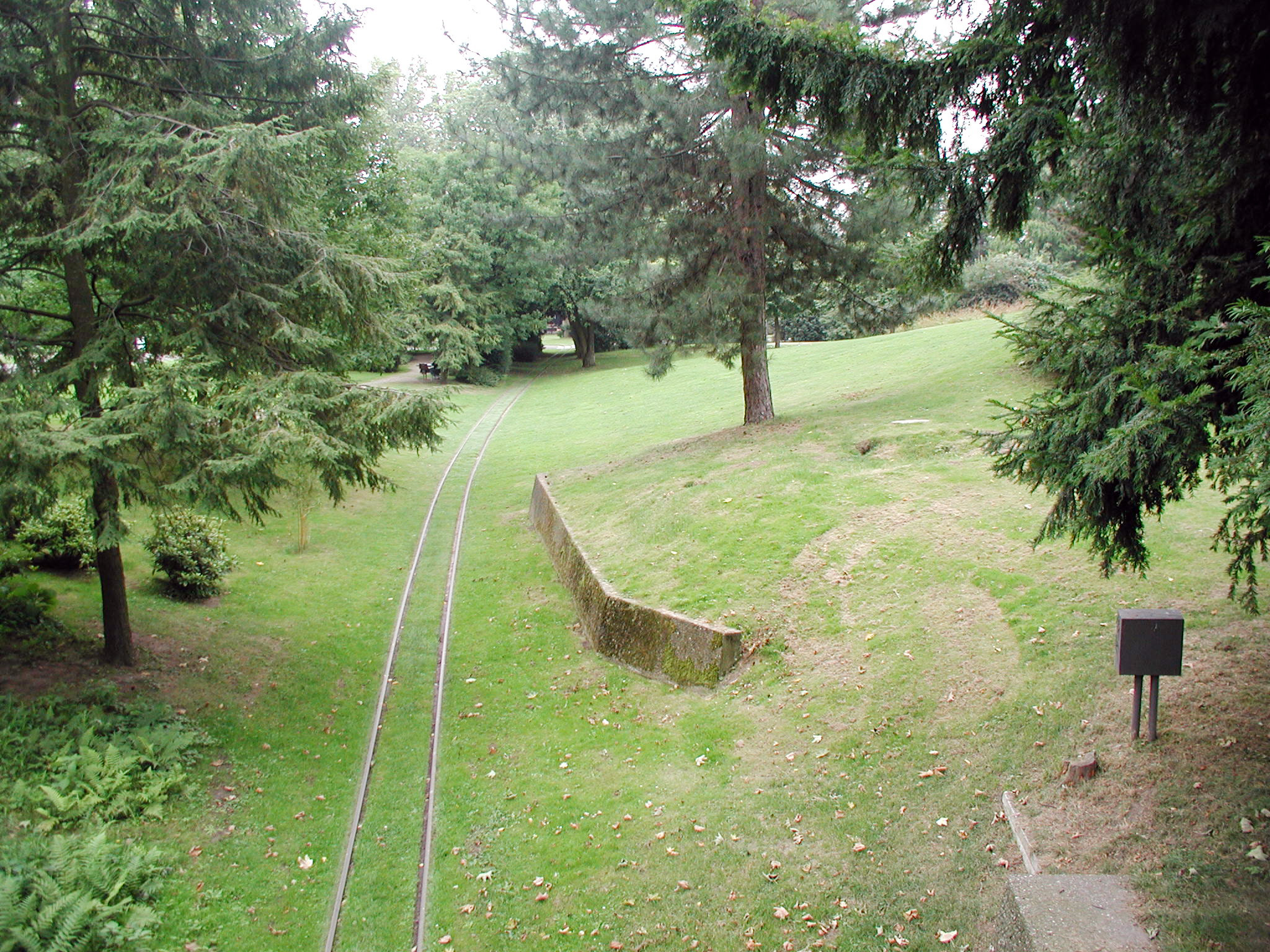
Ehemaliger Wallgraben

Die erste anlässlich der Pressa 1928 eingesetzte Kleinbahn befuhr die Strecke zwischen der Deutzer Brücke und dem Mülheimer Hafen.
Zur ersten Bundesgartenschau 1957 wurde eine Parkeisenbahn auf dem bis heute beibehaltenen, etwa 2 km langen Rundkurs zwischen „Tanzbrunnen“ und „Rosengarten“ errichtet, anschließend aber wieder abgebaut.
Die heute verkehrende Parkeisenbahn wurde mit der Bundesgartenschau 1971 installiert. Sie nutzte dabei die alte Trasse von 1957. Seit 2001 wird gelegentlich die restaurierte Porsche-Lok vom Typ der Gartenschaubahn von 1971 eingesetzt.

#### Schnullerbaum
Am 16. Mai 2007 wurden je ein weiblicher und männlicher Papiermaulbeerbaum (Broussonetia papyrifera) gepflanzt und als Schnullerbäume eingeweiht.

### Parkende mit erhaltener Auenlandschaft

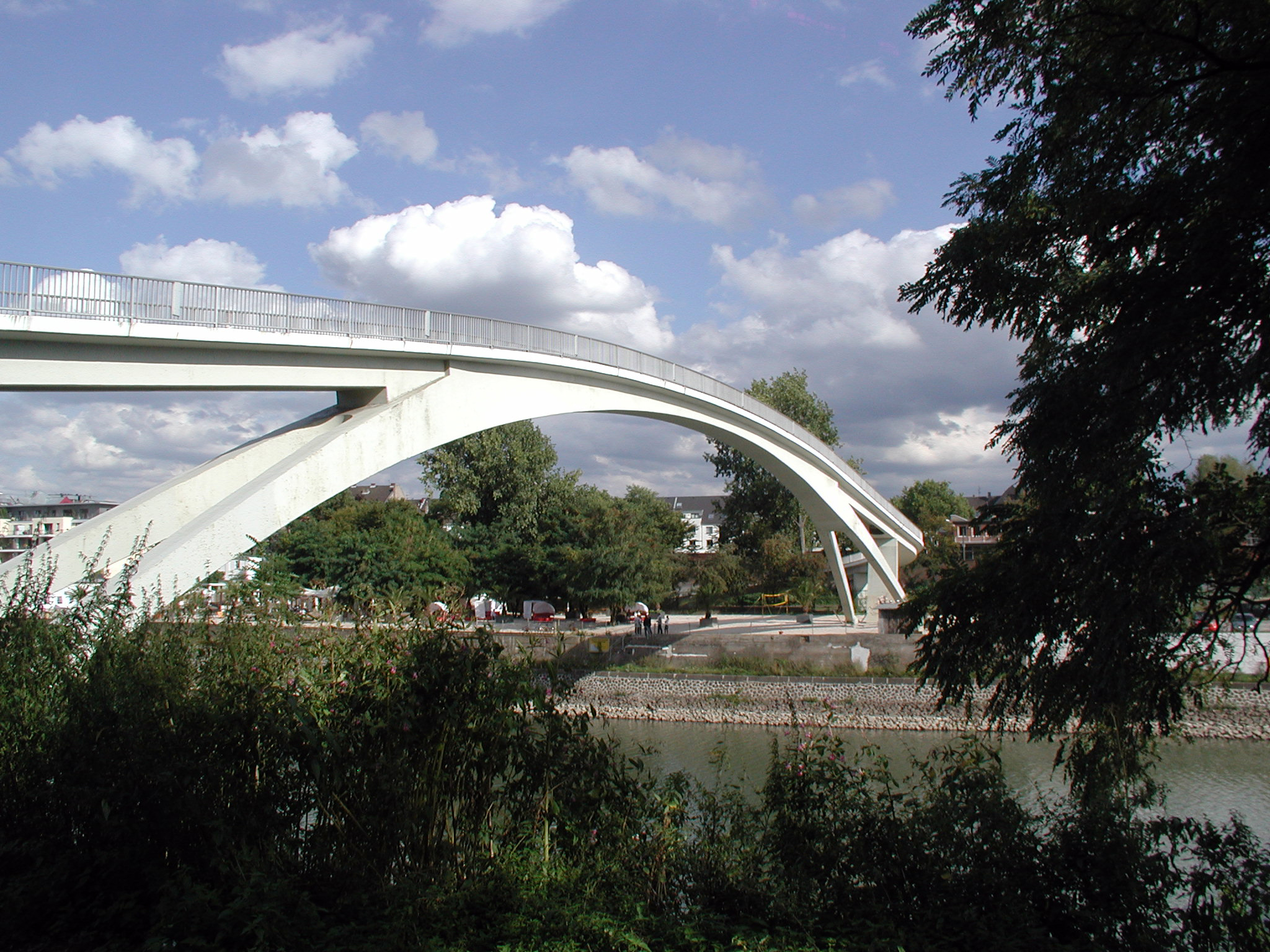
Hafenbrücke am nördlichen Parkende

Der „Jugendpark“, als die nördliche, ab der Zoobrücke beginnende Fortsetzung des Rheinparks, hat am stärksten den Charakter der ursprünglichen Auenlandschaft bewahren können. Dieser Abschnitt zwischen dem Rheinufer und dem Areal des Mülheimer Hafens endet als spitz zulaufende Landzunge. Der erste Entwurf (wahrscheinlich von Bernhard Hermkes), den Park und Mülheim mit einer Brücke zu verbinden, wurde aus Kostengründen verworfen. Das Konzept schlug vor, die Brücke in Form eines Drachen zu gestalten, wobei das Bauwerk als Schweif auf der Mülheimer Seite gelegen hätte und der erhobene Kopf auf der Parkseite auf linksrheinisches Gebiet blicken sollte. Der dann realisierte Brückenbau war der von dem Architekten Gerd Lohmer entworfene und 1955 durch die Firma Wayss & Freytag realisierte Bau. Die Fußgängerbrücke hat eine schlanke Bogenform, die aufgrund des einkalkulierten Schiffsverkehrs zum Hafen eine Steigung von 15 % erreicht. Die „Mülheimer Hafenbrücke“ ermöglichte den Parkbesuchern ohne Umwege einen direkten Weg als Ein- oder Ausgang von Mülheim aus zu nehmen. Der Rheinpark und die Brücke wurden zum Bindeglied eines etwa 11 Kilometer langen Grünzuges von den Poller Wiesen bis hin an den Stammheimer Schlosspark.

### Auszeichnung des Parks

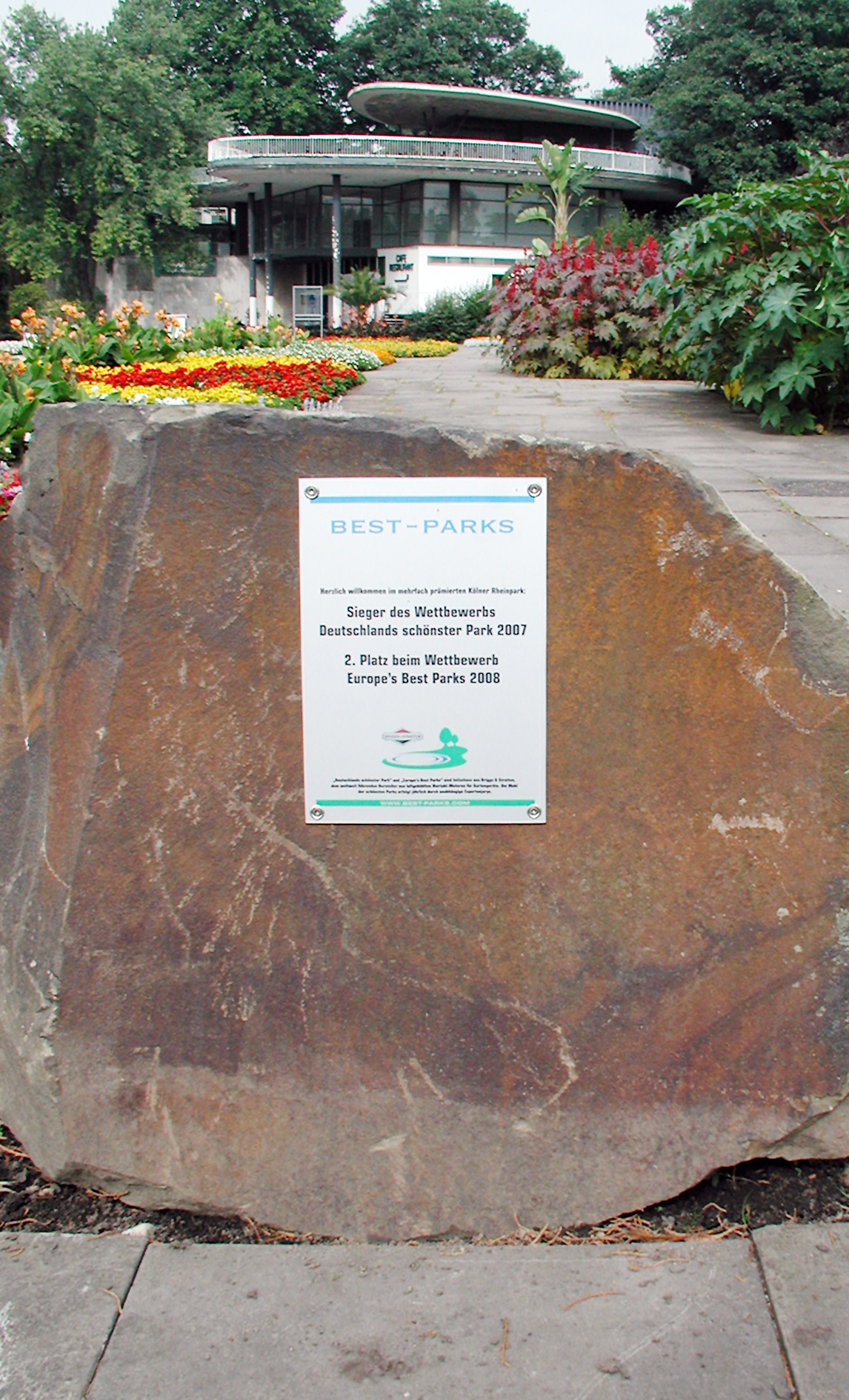
Auszeichnung

Zum 50-jährigen Jubiläum wurde der Park als Deutschlands schönster Park 2007 ausgezeichnet. Die Ehrung für die jeweils zehn schönsten öffentlichen Parkanlagen wird von dem Unternehmen Briggs & Stratton mit einer unabhängigen Fachjury durchgeführt. Der Sieger nimmt am europäischen Wettbewerb teil. Auch die Deutsche Bundesgartenbaugesellschaft in Bonn erkannte den von ihr 2007 zum ersten Mal vergebenen Ehrenpreis für hervorragende und nachhaltige Parknutzung dem Rheinpark zu, weil der alte Glanz der Anlage schon fast wieder hergestellt  sei.